# 카카오 웹툰 목록
다음은 다음 웹툰에서 연재했거나 연재 중인 웹툰 목록이다. 연재되기 시작한 날짜를 기준으로 삼아 오래된 순으로 분류했다. 기존의 다음 웹툰이 2021년 8월부터 카카오웹툰으로 개편되어 서비스를 시작했다.

## 목록(2000년~2010년)

### 2003년
| 연재시작         | 제목     | 작가 | 연재중/완결           | 연재사이트      | 비고 |
| ---------------- | -------- | ---- | --------------------- | --------------- | ---- |
| 2003년 10월 24일 | 순정만화 | 강풀 | ~ 2004년 4월 7일 완결 | 다음 만화속세상 |      |

### 2004년
| 연재시작        | 제목          | 작가   | 연재중/완결                   | 연재사이트      | 비고 |
| --------------- | ------------- | ------ | ----------------------------- | --------------- | ---- |
| 2004년 4월 30일 | 놀아죠 패밀리 | 남지은 | ~ 2005년 9월 1일 총140화 완결 | 다음웹툰        |      |
| 2004년 5월 19일 | 아파트        | 강풀   | ~ 2008년 1월 15일 총30화 완결 | 다음 만화속세상 |      |
| 2004년 11월 1일 | 바보          | 강풀   | ~ 2005년 4월 19일 총42화 완결 | 다음 만화속세상 |      |

### 2005년
| 연재시작         | 제목            | 작가       | 연재중/완결                    | 연재사이트      | 비고                                                                                               |
| ---------------- | --------------- | ---------- | ------------------------------ | --------------- | -------------------------------------------------------------------------------------------------- |
| 2005년 1월 6일   | 남아돌아        | JJO/캐러멜 | ~ 2006년 2월 10일 총 91화 완결 | 카카오웹툰      | |
| 2005년 6월 10일  | 타이밍          | 강풀       | ~ 2005년 11월 7일              | 다음 만화속세상 | |
| 2005년 10월 26일 | 심인애씨의 소유 | 남지은     | ~ 2006년 3월 1일 총35화 완결   | 다음 웹툰       | |
| 2005년 11월 10일 | 에스탄시아      | 팀 풍경    | ~ 2015년 5월 19일 총258화 완결 | 카카오웹툰      | 1부(~ 2006년 6월 25일 62화) 2부(2008년 6월 20일 ~ 2009년 2월 23일 135화) 3부(2014년 2 11일 ~ 61화) |

### 2006년
| 연재시작         | 제목                    | 작가       | 연재중/완결                    | 연재사이트      | 비고 |
| ---------------- | ----------------------- | ---------- | ------------------------------ | --------------- | ---- |
| 2006년 3월 15일  | 죽는남자                | 이림       | ~ 2007년 2월 7일 총78화 완결   | 다음 만화속세상 |      |
| 2006년 4월 3일   | 26년                    | 강풀       | ~ 2006년 10월 13일 완결        | 다음 만화속세상 |      |
| 2006년 5월 5일   | 로맨스 킬러             | 강도하     | ~ 2006년 12월 13일 완결        | 다음 만화속세상 |      |
| 2006년 5월 15일  | 오리우리                | JJO/캐러멜 | ~ 2007년 5월 10일 총85화 완결  | 카카오웹툰      |      |
| 2006년 5월 31일  | 도로시 밴드             | 홍작가     | ~ 2007년 10월 24일 총64화 완결 | 다음 만화속세상 |      |
| 2006년 7월 5일   | 스멜스 라이크 30 스피릿 | 고리타     | ~ 2007년 1월 26일 완결         | 다음 만화속세상 |      |
| 2006년 8월 1일   | 도깨비                  | 네스티캣   | ~ 2007년 3월 3일 총56화 완결   | 다음웹툰        |      |
| 2006년 10월 16일 | 블러드 오션             | 팀 풍경    | ~ 2008년 3월 3일 완결          | 다음 만화속세상 |      |

### 2007년
| 연재시작         | 제목              | 작가      | 연재중/완결                    | 연재사이트                   | 비고                                                                              |
| ---------------- | ----------------- | --------- | ------------------------------ | ---------------------------- | --------------------------------------------------------------------------------- |
| 2007년 4월 3일   | 트레이스          | 네스티캣  | ~ 현재 월요일 연재중           | 다음 만화속세상/카카오페이지 |                                                                                   |
| 2007년 11월 1일  | 울트라병장        | 김민재    | 휴재중                         | 카카오 웹툰                  | 1부(~2008년 5월 31일)                                                             |
| 2007년 1월 10일  | 브이              | 제피가루  | ~ 2007년 10월 20일 총60화 완결 | 다음만화속세상               |                                                                                   |
| 2007년 2월 28일  | 커피 앤 페이퍼    | 남지은    | ~ 2007년 11월 2일 총66화 완결  | 다음웹툰                     |                                                                                   |
| 2007년 4월 8일   | 그대를 사랑합니다 | 강풀      | ~ 2007년 9월 10일 완결         | 다음 만화속세상              |                                                                                   |
| 2007년 5월 1일   | 란의 공식         | 양영순    | ~ 2007년 11월 30일 총15화 완결 | 카카오웹툰                   |                                                                                   |
| 2007년 6월 4일   | 봄, 가을          | 이림      | ~ 2008년 1월 17일 총52화 완결  | 다음 만화속세상/카카오웹툰   |                                                                                   |
| 2007년 7월 10일  | 무림수사대        | 이충호    | ~ 2016년 12월 21일 총88화 완결 | 다음웹툰                     | 시즌1(~ 2008년 8월 29일 46화) 시즌2(2014년 2 27일~ 42화)                          |
| 2007년 9월 3일   | 퍼펙트 게임       | 장이      | ~ 2017년 9월 28일 완결         | 다음웹툰                     | 1부(~ 2008년 6월 9일) 2부(2009년 12월 17일 ~ 2011년 5월 9일) 3부(2016년 2월 11일) |
| 2007년 10월 22일 | 교수인형          | 팀 겟네임 | ~ 2008년 7월 9일 총69화 완결   | 다음 만화속세상              |                                                                                   |
| 2007년 12월 30일 | 천사의 섬         | 고리타    | ~ 2008년 9월 29일 완결         | 다음 만화속세상              |                                                                                   |

### 2008년
| 연재시작         | 제목            | 작가     | 연재중/완결                    | 연재사이트      | 비고 |
| ---------------- | --------------- | -------- | ------------------------------ | --------------- | ---- |
| 2008년 3월 26일  | 염라공주 모모레 | 주니쿵   | ~ 2012년 4월 5일 총335화 완결  | 다음 만화속세상 |      |
| 2008년 3월 27일  | 항해1           | Hun      | ~ 2008년 12월 5일 총66화 완결  | 카카오웹툰      |      |
| 2008년 6월 2일   | 이웃사람        | 강풀     | ~ 2008년 11월 4일 총30화 완결  | 다음 만화속세상 |      |
| 2008년 6월 30일  | 데자뷰          | Hun      | ~ 2008년 7월 1일 총41화 완결   | 카카오웹툰      |      |
| 2008년 7월 1일   | 해골택시        | 와자     | ~ 2008년 11월 24일 총25화 완결 | 다음 만화속세상 |      |
| 2008년 8월 13일  | 마음이 만든 것  | 정필원   | ~ 2008년 11월 14일 총15화 완결 | 카카오웹툰      |      |
| 2008년 8월 18일  | 이끼            | 윤태호   | ~ 2009년 7월 6일 총80화 완결   | 다음 만화속세상 |      |
| 2008년 8월 25일  | 방벽동          | 제피가루 | ~ 2009년 9월 27일 총84화 완결  | 카카오웹툰      |      |
| 2008년 10월 24일 | 샴              | Hun      | ~ 2008년 10월 24일 총41화 완결 | 카카오웹툰      |      |
| 2008년 11월 17일 | R에 관해서      | 이림     | ~ 2010년 2월 24일 총104화 완결 | 다음 만화속세상 |      |

### 2009년
| 연재시작         | 제목                          | 작가          | 연재중/완결                    | 연재사이트      | 비고                                                                                      |
| ---------------- | ----------------------------- | ------------- | ------------------------------ | --------------- | ----------------------------------------------------------------------------------------- |
| 2009년 1월 26일  | 향연상자                      | Hun           | ~ 2009년 7월 3일 총42화 완결   | 카카오웹툰      |                                                                                           |
| 2009년 2월 20일  | 12월                          | 강소소/송래현 | ~ 2009년 12월 30일 총21화 완결 | 다음 만화속세상 |                                                                                           |
| 2009년 3월 4일   | 세브리깡                      | 강도하        | ~ 2010년 1월 28일 총88화 완결  | 다음 만화속세상 |                                                                                           |
| 2009년 3월 7일   | 미확인거주물체                | 장이          | ~ 2009년 9월 30일 총34화 완결  | 카카오웹툰      |                                                                                           |
| 2009년 4월 1일   | 비행접시                      | 고리타        | ~ 2010년 1월 22일 총38화 완결  | 다음 만화속세상 |                                                                                           |
| 2009년 4월 8일   | 무차별! 강팀장                | 홍경원        | ~ 2009년 10월 28일 총27화 완결 | 카카오웹툰      |                                                                                           |
| 2009년 4월 13일  | 술                            | 네스티캣      | ~ 2009년 8월 27일 총37화 완결  | 다음웹툰        |                                                                                           |
| 2009년 4월 23일  | 팬더댄스                      | 조경규        | ~ 2022년 9월 6일 완결          | 다음만화속세상  | 시즌1(~ 2010년 4월 14일) 시즌2(2014년 6월 16일 ~ 2014년 8월 25일) 시즌3(2022년 4월 20일~) |
| 2009년 5월 4일   | 헌티드 스쿨 - 언더러즈 에이스 | 계란계란      | ~ 2010년 2월 16일 총16화 완결  | 다음 만화속세상 |                                                                                           |
| 2009년 5월 16일  | 고양이 장례식                 | 홍작가        | ~ 2011년 5월 30일 총26화 완결  | 카카오웹툰      |                                                                                           |
| 2009년 6월 9일   | 이스크라                      | 이충호        | ~ 2010년 9월 21일 완결         | 다음 만화속세상 |                                                                                           |
| 2009년 9월 4일   | 수퍼우먼1                     | 임강혁        | ~ 2010년 3월 10일 총25화 완결  | 카카오웹툰      |                                                                                           |
| 2009년 6월 19일  | 에이스 하이                   | 이창현/유희   | ~ 2015년 5월 3일 총52화 완결   | 다음 만화속세상 |                                                                                           |
| 2009년 6월 22일  | 어게인                        | 강풀          | ~ 2009년 11월 26일 총30화 완결 | 다음 만화속세상 |                                                                                           |
| 2009년 7월 24일  | 체이서                        | 하준성        | ~ 2020년 3월 31일 완결         | 다음 웹툰       |                                                                                           |
| 2009년 8월 1일   | 밤12시                        | DAUM WEBTOON  | ~ 완결                         | 카카오웹툰      |                                                                                           |
| 2009년 9월 15일  | 종달새가 말했다               | 이원진        | ~ 2010년 3월 31일 총27화 완결  | 카카오웹툰      |                                                                                           |
| 2009년 9월 23일  | 삼백이론                      | 계란계란      | ~ 2009년 12월 19일 총13화 완결 | 다음 만화속세상 |                                                                                           |
| 2009년 9월 28일  | 지옥에서                      | Hun           | ~ 2010년 3월 26일 총46화 완결  | 카카오웹툰      |                                                                                           |
| 2009년 9월 29일  | 트레져헌터                    | 허견          | ~ 2017년 3월 29일 총103화 완결 |                 |                                                                                           |
| 2009년 10월 13일 | 셔틀맨                        | 네온비/캐러멜 | ~ 2010년 6월 22일 완결         | 다음 만화속세상 |                                                                                           |
| 2009년 10월 19일 | 장마                          | 네스티캣      | ~ 2010년 10월 5일 총108화 완결 | 다음 만화속세상 |                                                                                           |
| 2009년 11월 15일 | 사랑보험                      | 와자          | ~ 2010년 1월 9일 총8화 완결    | 카카오웹툰      |                                                                                           |
| 2009년 11월 23일 | To.From                       | 오곡          | ~ 2010년 5월 17일 완결         | 다음만화속세상  |                                                                                           |
| 2009년           | 블랙 마리아                   | yami          | ~ 2017년                       | 다음만화속세상  |                                                                                           |

### 2010년
| 연재시작         | 제목                         | 작가           | 연재중/완결                     | 연재사이트             | 비고 |
| ---------------- | ---------------------------- | -------------- | ------------------------------- | ---------------------- | --- |
| 2010년 4월 19일  | 오무라이스 잼잼              | 조경규         | ~ 현재 월요일 연재중            | 카카오웹툰             | |
| 2010년 4월 29일  | 환상주사위                   | 환상거북       | 시즌2 연재예정/보류             | 다음 만화속세상        | 시즌1(~ 2010년 11월 4일 24화)                                                                                     |
| 2010년 6월 29일  | 웨이크 업 데드맨             | 마늘오리       | 연재중단                        | 다음 만화속세상        | 1부(~ 2010년 12월 25일) 2부(2012년 1월 16일 ~ 2012년 8월 13일) 3부(2013년 2월 6일 ~ 2013년 8월 21일)이후 연재중단 |
| 2010년 9월 21일  | 모르모트                     | 데몬제이       | ~ 2015년 2월 미완성작 완결      | 다음 만화속세상        | 시즌1(~ 전24화) 시즌2(2014년 4월 2일 ~ 미완성 완결)                                                               |
| 2010년 1월 4일   | 실버볼                       | 주니쿵         | ~ 2010년 8월 21일 총53화 완결   | 카카오웹툰             | 1(~ 2010년 3월 31일 24화) 2(2010년 5월 5일 ~ 29화)                                                                |
| 2010년 1월 10일  | 카메라ON                     | 환상거북       | ~ 2010년 4월 4일 총13화 완결    | 다음 만화속세상        | |
| 2010년 1월 16일  | 룬의 이야기                  | 주니쿵         | ~ 2010년 2월 13일 총5화 완결    | 카카오웹툰             | |
| 2010년 1월 20일  | 반짝반짝 컬링부              | 곽인근         | ~ 2010년 4월 28일 완결          | 다음 만화속세상        | |
| 2010년 1월 30일  | 고백                         | 남지은/김인호  | ~ 2010년 3월 20일 총8화 완결    | 다음웹툰               | |
| 2010년 2월 13일  | 크레이지                     | 팀 풍경        | ~ 2010년 7월 3일 총20화 완결    | 카카오웹툰             | |
| 2010년 2월 20일  | 흩날리는                     | Hun            | ~ 2010년 3월 24일 4화 완결      | 카카오웹툰             | |
| 2010년 3월 10일  | 우리동네에 왜 왔니           | 조금산         | ~ 2010년 6월 16일 총12화 완결   | 카카오웹툰             | |
| 2010년 3월 15일  | 코알랄라                     | yami           | ~ 2012년 10월 30일 완결         | 다음만화속세상         | |
| 2010년 3월 17일  | 탄                           | 임강혁         | ~ 2010년 5월 5일 총8화 완결     | 카카오웹툰             | |
| 2010년 4월 25일  | 매지컬                       | 글피           | ~ 2010년 9월 26일 총21화 완결   | 다음 웹툰              | |
| 2010년 5월 19일  | 수퍼우먼2                    | 임강혁         | ~ 2010년 11월 24일 총25화 완결  | 카카오웹툰             | |
| 2010년 6월       | 당신과 당신의 도서관         | 곽인근         | ~ 2010년 12월 완결              | 다음 만화속세상        | |
| 2010년 6월 7일   | 메트로놈                     | 이원진         | ~ 2011년 11월 23일 총67화 완결  | 다음 만화속세상        | |
| 2010년 7월 5일   | 은밀하게 위대하게            | HUN            | ~ 2011년 4월 28일 완결          | 다음 웹툰              | |
| 2010년 7월 16일  | 광해이야기                   | DAUN WEBTOON   | ~ 완결                          | 카카오웹툰             | 1(~ 완결) 2(2011년 9월 6일 ~)                                                                                     |
| 2010년 7월 11일  | 풋프린트                     | 김만호         | ~ 2010년 9월 19일 총10화 완결   | 다음 웹툰              | |
| 2010년 7월 18일  | 학원기이야담                 | 계란계란       | ~ 2011년 9월 28일 총49화 완결   | 다음 만화속세상        | 헌티드 스쿨 연재중단후 리메이크                                                                                   |
| 2010년 8월 9일   | 팬더댄스와 차봉클럽          | 조경규         | ~ 2010년 8월 23일 3화 완결      | 다음 만화속세상        | |
| 2010년 8월 11일  | 어쿠스틱 라이프              | 난다           | ~ 2018년 10월 19일 총264화 완결 | 다음 웹툰              | |
| 2010년 8월 14일  | GONE                         | 라라시스터     | ~ 2010년 10월 16일 8화 완결     | 다음 웹툰              | |
| 2010년 8월 17일  | 노숙자 블루스                | 조금산         | ~ 2011년 2월 15일 총20화 완결   | 카카오웹툰             | |
| 2010년 8월 30일  | 당신의 모든 순간             | 강풀           | ~ 2011년 1월 10일 완결          | 다음 만화속세상        | |
| 2010년 9월       | 여자만화 구두                | 박윤영         | ~ 2011년 5월 총48화 완결        | 다음 웹툰/카카오페이지 | |
| 2010년 9월 3일   | 무채색 가족                  | 강형규         | ~ 2011년 1월 7일 완결           | 다음 웹툰              | |
| 2010년 9월 17일  | 좀비의 시간2                 | 이경석         | ~ 2011년 2월 11일 총15화 완결   | 카카오웹툰             | |
| 2010년 9월 18일  | 커피와 하루                  | 한상훈         | ~ 2011년 11월 30일 총42화 완결  | 카카오웹툰             | |
| 2010년 9월 28일  | 암브로시아                   | 와자           | ~ 2011년 3월 31일 총46화 완결   | 카카오웹툰             | |
| 2010년 10월 3일  | 디스라이크                   | 배추도사무도사 | ~ 2010년 11월 28일 총8화 완결   | 카카오웹툰             | |
| 2010년 10월 18일 | 보지못하고 듣지못하고 사랑해 | 네스티캣       | ~ 2011년 8월 29일 총80화 완결   | 다음 만화속세상        | |
| 2010년 10월 27일 | 아쉬탕가                     | 홍경원         | ~ 2011년 4월 27일 총24화 완결   | 카카오웹툰             | |
| 2010년 11월 1일  | 차이니즈 봉봉클럽 북경편     | 조경규         | ~ 2011년 2월 7일 총12화 완결    | 다음웹툰               | |
| 2010년 11월 20일 | 흰둥이                       | 윤필           | ~ 2012년 8월 6일 총22화 완결    | 카카오웹툰             | 시즌1(~ 2011년 1월 29일 10화) 시즌2(2012년 4월 30일~12화)                                                         |
| 2010년 11월 25일 | 전설의 주먹                  | 이종규/이윤균  | ~ 2011년 12월 28일 총40화 완결  | 다음 만화속세상        | |
| 2010년 11월 28일 | 겨울하나                     | 마루           | ~ 2011년 1월 23일 총 8화 완결   | 다음 만화속세상        | |
| 2010년 12월 8일  | 앞으로 나란히                | 글피           | ~ 2011년 2월 2일 총9화 완결     | 다음 웹툰              | |
| 2010년 12월 11일 | 마당에 데굴데굴 열매         | 라라시스터     | ~ 2011년 1월 29일 총6화 완결    | 다음 웹툰              | |

## 목록(2011년~2020년)

### 2011년
| 연재시작         | 제목                      | 작가            | 연재중/완결                     | 연재사이트                  | 비고                                         |
| ---------------- | ------------------------- | --------------- | ------------------------------- | --------------------------- | -------------------------------------------- |
| 2011년 1월 5일   | 기네스 세계기록 세우기    | 팀 샐러드레씽   | ~ 2011년 6월 15일 총32화 완결   | 카카오웹툰                  | 예고편 :2010년 12워루28일                    |
| 2011년 1월 13일  | 오! 마이 레이스           | 배추도사무도사  | ~ 2012년 5월 31일 총65화 완결   | 다음 만화속세상             |                                              |
| 2011년 1월 21일  | 마왕을 위한 동화          | 마늘오리        | ~ 2014년 6월 29일 완결          | 다음 만화속세상             | 1부(~ 2012년 11월 5일) 2부(2014년 2월 2일 ~) |
| 2011년 1월 23일  | 가론피                    | P               | ~ 2012년 10월 27일 총80화 완결  | 카카오웹툰                  |                                              |
| 2011년 1월 31일  | 커밍업!                   | 기선            | ~ 2013년 1월 15일 총84화 완결   | 다음 만화속세상             |                                              |
| 2011년 2월 15일  | 지킬박사는 하이드씨       | 이충호          | ~ 2011년 11월 11일 총61화 완결  | 다음 만화속세상             |                                              |
| 2011년 2월 16일  | 다이어터                  | 네온비/캐러멜   | ~ 2012년 7월 6일 총100화 완결   | 다음 만화속세상             |                                              |
| 2011년 2월 19일  | 야옹이와 흰둥이           | 윤필            | ~ 2011년 7월 30일 총62화 완결   | 카카오웹툰                  |                                              |
| 2011년 2월 27일  | 비산                      | 박혜림          | ~ 2011년 4월 24일 총8화 완결    | 카카오웹툰                  |                                              |
| 2011년 2월 28일  | 라스트                    | 강형규          | ~ 2012년 1월 16일 완결          | 다음 만화속세상             |                                              |
| 2011년 3월 6일   | 잡초이야기                | 정이리이리      | ~ 2011년 11월 3일 총28화 완결   | 카카오웹툰                  |                                              |
| 2011년 3월 8일   | 레이어즈                  | 글피            | ~ 2011년 6월 14일 총25화 완결   | 다음 만화속세상             |                                              |
| 2011년 3월 9일   | 사춘기 메들리             | 곽인근          | ~ 2012년 2월 29일 완결          | 다음 만화속세상             |                                              |
| 2011년 3월 13일  | 수심 3000m에 닿으면       | 김만호          | ~ 2011년 6월 26일 총13화 완결   | 다음 웹툰                   |                                              |
| 2011년 3월 26일  | 라이오트                  | 박강호          | ~ 2011년 5월 28일 총9화 완결    | 다음 웹툰                   |                                              |
| 2011년 3월 28일  | 순정큐피트                | 오곡            | ~ 2012년 3월 19일 총41화 완결   | 카카오웹툰                  |                                              |
| 2011년 4월 6일   | 피노키오                  | 마루            | ~ 2013년 6월 12일 총82화 완결   | 다음 웹툰                   |                                              |
| 2011년 4월 13일  | PEAK                      | 홍성수/임강혁   | ~ 2014년 11월 26일 총151화 완결 | 다음만화속세상/카카오페이지 |                                              |
| 2011년 4월 17일  | 마왕의 성                 | 서강용          | ~ 2011년 6월 19일 총8화 완결    | 카카오웹툰                  |                                              |
| 2011년 4월 21일  | 에어리어제로              | 라라시스터      | ~ 2011년 9월 29일 총23화 완결   | 다음 웹툰                   |                                              |
| 2011년 4월 22일  | 기춘씨에게도 봄은 오는가  | 네온비          | ~ 2011년 10월 6일 총22화 완결   | 다음 만화속세상             |                                              |
| 2011년 4월 26일  | 고마워 다행이야           | 장대현          | ~ 2011년 7월 24일 총12화 완결   | 다음 만화속세상             |                                              |
| 2011년 4월 28일  | 스틸레인                  | 양우석/제피가루 | ~ 2012년 1월 5일 총32화 완결    | 다음 만화속세상             |                                              |
| 2011년 5월 1일   | 이너 다이어리             | 최호진          | ~ 2011년 7월 31일 총12화 완결   | 카카오웹툰                  |                                              |
| 2011년 5월 12일  | 쏘쏘리                    | 남지은/김인호   | ~ 2012년 1월 29일 총72화 완결   | 다음 웹툰                   |                                              |
| 2011년 5월 13일  | 환상의 파트너             | 김예린/장유라   | ~ 2012년 1월 29일 총33화 완결   | 다음 웹툰                   |                                              |
| 2011년 5월 22일  | 그루밍 선데이             | Hun             | ~ 2013년 1월 20일 총79화 완결   | 카카오웹툰                  |                                              |
| 2011년 5월 25일  | 거울아씨전                | 환상거북        | ~ 2011년 8월 27일 총24화 완결   | 다음만화속세상              |                                              |
| 2011년 6월 6일   | 화자                      | 홍작가          | ~ 2012년 총35화 완결            | 다음만화속세상              |                                              |
| 2011년 6월 9일   | 도사랜드                  | 이원식/두엽     | ~ 2012년 4월 23일 총78화 완결   | 다음만화속세상              |                                              |
| 2011년 6월 14일  | 세상 밖으로               | 조금산          | ~ 2013년 1월 22일 총61화 완결   | 카카오웹툰                  |                                              |
| 2011년 6월 19일  | 미세스 선녀               | 박세준/아초     | ~ 2012년 4월 22일 총43화 완결   | 다음 웹툰                   |                                              |
| 2011년 6월 21일  | 나는 매일 그를 훔쳐본다   | 유현숙          | ~ 2012년 7월 10일 총54화 완결   | 카카오웹툰                  |                                              |
| 2011년 6월 22일  | 보고 있으면 기분 좋아져라 | 페리테일        | ~ 2011년 12월 14 총48화 완결    | 카카오웹툰                  |                                              |
| 2011년 7월 1일   | 인터뷰                    | 루드비코        | ~ 2011년 9월 23일 완결          | 다음 만화속세상             |                                              |
| 2011년 7월 8일   | 소녀K                     | 네스티캣        | ~ 2012년 2월 24일 총31화 완결   | 다음 만화속세상             |                                              |
| 2011년 7월 30일  | 고.흔.연                  | 문크/이진아     | ~ 2012년 6월 23일 총44화 완결   | 다음 웹툰                   |                                              |
| 2011년 7월 31일  | 그녀의 수염               | 유동혁          | ~ 2011년 10월 2일 총8화 완결    | 카카오웹툰                  |                                              |
| 2011년 8월 1일   | 조명가게                  | 강풀            | ~ 2011년 12월 6일 완결          | 다음 만화속세상             |                                              |
| 2011년 8월 13일  | 사라세니아                | 이상록          | ~ 2021년 1월 29일 총37화 완결   | 카카오웹툰                  |                                              |
| 2011년 8월 16일  | 날 좋아해줘               | 김도연          | ~ 2012년 2월 28일 총25화 완결   | 다음 웹툰                   |                                              |
| 2011년 8월 29일  | 후크는 악당이다           | 엄세윤          | ~ 2012년 3월 12일 총25화 완결   | 카카오웹툰                  |                                              |
| 2011년 9월 8일   | 창작의 고통               | 낼름이          | ~ 2011년 12월 4일 총24화 완결   | 다음 웹툰                   |                                              |
| 2011년 9월 14일  | 빨간봉투                  | 최호진          | ~ 2012년 4월 25일 총45화 완결   | 카카오웹툰                  |                                              |
| 2011년 9월 15일  | 창백한 말                 | 추혜연          | ~ 2020년 11월 25일 총283화 완결 | 다음 웹툰                   |                                              |
| 2011년 9월 16일  | 아침에 시 한 수           | 조경규          | ~ 2011년 12월 12일 총59화 완결  | 다음 만화속세상             |                                              |
| 2011년 9월 20일  | 해치지않아                | Hun             | ~ 2012년 4월 27일 총49화 완결   | 다음 웹툰                   |                                              |
| 2011년 9월 22일  | 레이어즈 아나키           | 글피            | ~ 2012년 6월 14일 총36화 완결   | 다음 웹툰                   |                                              |
| 2011년 10월 1일  | 아코르                    | 마하로/이지영   | ~ 2012년 7월 14일 총34화 완결   | 다음 만화속세상             |                                              |
| 2011년 10월 8일  | 다정한 겨울               | 이준            | ~ 2013년 2월 23일 총64화 완결   | 다음 만화속세상             |                                              |
| 2011년 10월 22일 | 탐묘인간                  | soon            | ~ 2013년 11월 9일 총102화 완결  | 카카오웹툰                  |                                              |
| 2011년 11월 5일  | 언더시티 시즌1            | 쵸밥            | ~ 2012년 10월 31일 총50화 완결  | 다음 만화속세상             |                                              |
| 2011년 11월 28일 | 모든걸 걸었어             | Hun/박용제      | ~ 2012년 4월 9일 총15화 완결    | 카카오웹툰                  |                                              |
| 2011년 12월 11일 | 짐승수컷고등학교          | 비누끼          | ~ 2013년 9월 8일 완결           | 다음 만화속세상             |                                              |
| 2011년 12월 21일 | 낙오여군복귀기            | 윤필            | ~ 2012년 3월 21일 총13화 완결   | 다음만화속세상/카카오페이지 |                                              |
| 2011년 12월 28일 | 굿모닝 사회인 야구        | 장이            | ~ 2012년 7월 11일 총22화 완결   | 카카오웹툰                  |                                              |
| 2011년           | 용사에게 소중한 것        | 데몬제이        |                                 | 다음 웹툰                   |                                              |
| 2011년           | 지혜가 쫀득쫀득           | 어택            |                                 | 다음만화속세상              |                                              |

### 2012년
| 연재시작         | 제목                   | 작가          | 연재중/완결                     | 연재사이트                       | 비고 |
| ---------------- | ---------------------- | ------------- | ------------------------------- | -------------------------------- | --- |
| 2012년 1월 20일  | 미생                   | 윤태호        | ~ 현재 월요일 연재중            | 카카오페이지                     | 1부(~ 2013년 7월 19일) 다음 웹툰 2부(2015년 11월 17일 ~ ) |
| 2012년 10월 7일  | 파수꾼의 왈츠          | 김도연        | ~ 휴재중                        | 카카오 웹툰                      | 시즌1(~2013년 3월 10일) 시즌2(2013년 5월 12일 ~) |
| 2012년 1월 11일  | 뿔                     | 천진희/길완진 | ~ 2020년 1월 2일 완결           | 다음웹툰                         | 1부(~ 2013년 5월 6일) 2부(2017 1월 12일 ~) |
| 2012년 2월 12일  | 수사전                 | 팀 풍경       | ~ 2013년 6월 30일 총60화 완결   | 카카오 웹툰                      | |
| 2012년 1월 21일  | 무장                   | 김철현        | ~ 2017년 10월 21일 총229화 완결 | 다음 만화속세상                  | |
| 2012년 1월 21일  | 레드스톰               | 노경찬/암현   | 2013년 5월 10일 완결            | 다음 만화속세상                  | |
| 2012년 1월 30일  | 발광하는 현대사        | 강도하        | ~ 2012년 8월 6일 완결           | 다음 만화속세상                  | |
| 2012년 2월 6일   | 오세요 타로샵          | 박강호        | ~ 2012년 8월 6일 총25화 완결    | 다음웹툰                         | |
| 2012년 2월 26일  | 트릭코드               | 환상거북      | ~ 2012년 9월 16일 총26화 완결   | 다음 만화속세상                  | |
| 2012년 2월 27일  | 지옥철                 | 고동동        | ~ 2013년 4월 26일 총42화 완결   | 다음 만화속세상                  | |
| 2012년 3월 1일   | 오!솔로                | 정이리이리    | ~ 2013년 7월 29일 완결          | 다음 만화속세상                  | |
| 2012년 3월 2일   | 결혼해도 똑같네        | 네온비        | ~ 2013년 5월 10일 완결          | 다음 만화속세상                  | |
| 2012년 3월 24일  | 노루                   | 안성호        | ~ 2012년 8월 4일 총18화 완결    | 카카오웹툰                       | |
| 2012년 3월 25일  | 취미학배틀             | 낼름이        | ~ 2015년 1월 1일 총105화 완결   | 카카오웹툰                       | 시즌1(~ 2012년 8월 26일 전20화) 시즌2~시즌5 |
| 2012년 3월 27일  | 안되는 건 안되는 거다  | 홍작가        | ~ 2013년 4월 23일 총52화 완결   | 다음 만화속세상                  | |
| 2012년 4월 17일  | 다이아몬드 더스트      | 강형규        | ~ 2013년 3월 5일 총40화 완결    | 다음 만화속세상                  | |
| 2012년 5월 14일  | 다시, 봄               | 라라시스터    | ~ 2012년 12월 3일 총34화 완결   | 다음웹툰                         | |
| 2012년 5월 17일  | 애썸                   | 김종진        | ~ 2012년 9월 13일 총16화 완결   | 카카오웹툰                       | |
| 2012년 5월 24일  | 한여름 밤의 꿈         | 김용회        | ~ 2013년 1월 10일 총32화 완결   | 다음 만화속세상                  | |
| 2012년 5월 25일  | 카산드라               | 이하진        | ~ 2014년 3월 24일 완결          | 다음 만화속세상                  | |
| 2012년 5월 31일  | 십이야                 | 무류          | ~ 2015년 1월 29일 완결          | 다음 만화속세상                  | 1부(~ 2012년 11월 22일) 2부(2013년 4월 11일 ~) 3부(2014년 2월 13일 ~ 완결)                                                                                           |
| 2012년 6월 1일   | 동재네 식구들          | 김민재        | ~ 2014년 11월 14일 완결         | 다음 만화속세상                  | |
| 2012년 6월 9일   | 0.1초의 설렘           | 임강혁        | ~ 2013년 5월 3일 총50화 완결    | 카카오웹툰                       | 시즌1(~ 2012년 9월 29일 30화) 시즌2(2013년 2월 18일 ~ 20화) |
| 2012년 6월 15일  | 이장본색               | 지뚱          | ~ 2014년 12월 25일 총75화 완결  | 카카오웹툰                       | |
| 2012년 7월 13일  | 풍뎅이뎅이             | 주니쿵        | ~ 2017년 11월 22일 총500화 완결 | 다음웹툰                         | |
| 2012년 7월 26일  | 루드비코의 만화영화    | 루드비코      | ~ 2012년 12월 20일 완결         | 다음 만화속세상                  | |
| 2012년 8월 3일   | CCTV                   | INJO          | ~ 2013년 11월 1일 총62화 완결   | 카카오웹툰                       | |
| 2012년 8월 12일  | 0.0MHz                 | 장작          | ~ 2019년 10월 2일 총57화 완결   |                                  | 시즌1(~ 2012년 11월 25일 15화) 시즌2(2013년 7월 13일 ~ 2013년 12월 13일 20화) 시즌3(2019년 5월 8일 ~ 22화)                                                           |
| 2012년 8월 13일  | 제0시: 대통령을 죽여라 | 이충호        | ~ 2013년 7월 15일 총60화 완결   | 다음 만화속세상                  | |
| 2012년 8월 14일  | 외발로 살다            | 네스티캣      | ~ 완결                          | 다음 만화속세상                  | |
| 2012년 8월 21일  | 아귀                   | 디디(조덕제)  | ~ 2013년 9월 10일 완결          | 다음 만화속세상                  | |
| 2012년 9월 1일   | 인기 있는 남자         | 최호진        | ~ 2013년 8월 17일 총44화 완결   | 카카오웹툰                       | |
| 2012년 9월 11일  | 러브메이커             | 정종수        | ~ 2013년 11월 26일 총50화 완결  | 카카오웹툰                       | |
| 2012년 10월 4일  | 가우시안 블러          | 박시인        | ~ 2013년 5월 30일 총34화 완결   | 카카오웹툰                       | |
| 2012년 10월 22일 | 페이머스맨             | 유비          | ~ 2016년 8월 28일 총162화 완결  | 카카오웹툰                       | 1부(~ 2013 2월 10일 29화) 2부(2013년 3월 3일 ~ 2013년 7월 14일 17화) 3부 2013년 9월 8일 ~ 2014 3월 9일 25화) 4부 2014년 4월 27일 ~ 2014년 11월 9일 24화) 5부 6부 7부 |
| 2012년 10월 25일 | 라임오딧세이           | 글피          | 서비스종료                      | 다음 만화속세상                  | |
| 2012년 11월 10일 | 괴물 같은 아이돌       | 이원식/민홍   | ~ 2015년 1월 24일 총91화 완결   | 카카오웹툰                       | |
| 2012년 11월 12일 | 돼지고기 동동          | 조경규        | ~ 2013년 1월 21일 총19화 완결   | 다음만화속세상                   | |
| 2012년 11월 17일 | 검둥이 이야기          | 윤필          | ~ 2013년 4월 20일 총20화 완결   | 카카오웹툰                       | |
| 2012년 11월 20일 | 저스트 원 샷           | 김예린/장유라 | ~ 2013년 8월 20일 총35화 완결   | 다음 웹툰                        | |
| 2012년 11월 23일 | 늑대처럼 울어라        | 이세형        | ~ 2016년 8월 5일 총59화 완결    | 다음웹툰                         | |
| 2012년 12월 12일 | 독고                   | Meen/백승훈   | ~ 2014년 2월 7일 총90화 완결    | 다음웹툰/레진코믹스/네이버시리즈 | |
| 2012년           | 제비전                 | 고은          | ~ 2014년 9월 8일 완결           | 다음 만화속세상                  | 2부(4월 29일 ~) 3부(2013년 11월 11일 ~) |
| 2012년           | 개와 토끼의 주인       | 이원진        | ~ 2014년 11월 완결              | 다음 만화속세상                  | |
| 2012년           | 파동                   |               |                                 |                                  | |

### 2013년
| 연재시작         | 제목                      | 작가              | 연재중/완결                         | 연재사이트            | 비고                                                                                                |
| ---------------- | ------------------------- | ----------------- | ----------------------------------- | --------------------- | --------------------------------------------------------------------------------------------------- |
| 2013년 1월 10일  | 오버 스팀                 | 유동혁/서윤교     | 연재 예정                           | 다음 만화속세상       | 1부(~2016년 2월 26일 131화 완결) 2부 예정                                                           |
| 2013년 11월 25일 | 애프터눈 히어로           | 팬텀 하록         | 휴재중                              | 다음 웹툰             | (~ 2017년 3월 16일) 이후 연재중단                                                                   |
| 2013년 8월 29일  | 70                        | 김재희            | 연재 중단                           | 다음 웹툰             | ~ 2016년 12월 21일 이후 연재중단                                                                    |
| 2013년           | 우리집 새새끼             | 골드키위새        | ~ 2013년 4월 25일 12화 완결         | 다음 만화속세상       | |
| 2013년 1월 3일   | 9교시엔 XOXO              | 박성철            | ~ 2013년 8월 29일 총34화 완결       | 카카오웹툰            | |
| 2013년 1월 24일  | 더 퀸 : 침묵의 교실       | 김인정            | ~ 2013년 11월 12일 총 28화 완결완결 | 다음 만화속세상       | |
| 2013년 1월 28일  | 망치를 부수는 변호사      | 엄세윤            | ~ 2014년 4월 28일 총58화 완결       | 카카오웹툰            | |
| 2013년 2월 10일  | 밤의 베란다               | 이제              | ~ 2016년 7월 26일 완결              | 다음웹툰/카카오페이지 | |
| 2013년 2월 13일  | 한성 1905                 | 제피가루          | ~ 2014년 9월 10일 총71화 완결       | 카카오웹툰            | 1부(~ 2013년 8월 21일 24화) 2부(2013년 9월 18일 ~ 2014년 3월 19일 25화) 3부(2014년 3월 26일 ~ 22화) |
| 2013년 2월 24일  | 소소한가                  | 강소소            | ~ 2015년 6월 28일 총100화 완결      | 다음 만화속세상       | |
| 2013년 3월 6일   | 아름다운 선               | 강도하            | ~ 2014년 1월 5일 완결               | 다음 웹툰             | |
| 2013년 3월 16일  | 호구의 사랑               | 유현숙            | ~ 2014년 5월 3일 총58화 완결        | 카카오웹툰            | |
| 2013년 4월 1일   | 루드비코의 만화일기       | 루드비코          | ~ 2014년 7월 8일 총41화 완결        | 다음 웹툰             | 시즌1(~ 2013년 8월 26일) 시즌2(2014년 2월 4일 ~)                                                    |
| 2013년 4월 9일   | 어제 오늘 그리고 내일     | 백두부            | ~ 2019년 2월 26일 총232화 완결      | 카카오웹툰            | |
| 2013년 5월 10일  | 삼풍                      | 손영수/한상훈     | ~ 2015년 2월 6일 총52화 완결        | 다음 만화속세상       | 시즌1(~ 2013년 10월 18일) 시즌2(2014년 4월 18일 ~ 2014년 10월 3일) 시즌3(2014년 10월 31일 ~ )       |
| 2013년 5월 17일  | 벼랑 끝의 디저트          | 윤소이            | ~ 2013년 8월 30일 총13화 완결       | 카카오웹툰            | |
| 2013년 6월 5일   | 오늘은 자체 휴강          | 계란계란          | ~ 2015년 5월 13일 총80화 완결       | 다음 만화속세상       | |
| 2013년 6월 10일  | 마녀                      | 강풀              | ~ 2013년 10월 24일 총30화 완결      | 다음 만화속세상       | |
| 2013년 6월 10일  | 쓸개                      | 강형규            | ~ 2014년 4월 14일 총40화 완결       | 다음 웹툰             | |
| 2013년 6월 25일  | 폐어                      | 최민호            | ~ 2013년 8월 8일 총12화 완결        | 카카오웹툰            | |
| 2013년 7월 3일   | 아빠는 변태중             | 곽인근            | ~ 2020년 6월 18일 총82화 완결       | 다음 웹툰             | |
| 2013년 7월 21일  | 아메리칸 유령 잭          | 한지혜/안정은     | 2015년 12월 27일 총100화 완결       | 카카오웹툰            | 시즌1(~ 2014년 12월 7일 63화) 시즌2(2015년 3월 8일 ~ 37화)                                          |
| 2013년 7월 23일  | 미 앤 아이                | 고리타            | ~ 2013년 10월 22일 총25화 완결      | 다음 웹툰             | |
| 2013년 7월 29일  | 기세기세2                 | 진냥              | ~ 2013년 12월 30일 총20화 완결      | 카카오웹툰            | |
| 2013년 8월 1일   | 설국열차:프리퀄           | 윤태호            | ~ 2013년 8월 29일 5화 완결          | 다음만화속세상        | |
| 2013년 8월 20일  | 곱게 자란 자식            | 이무기            | ~ 2018년 7월 5일 총114화 완결       | 다음 웹툰             | |
| 2013년 8월 29일  | 달세즈                    | 세라              | ~ 2016년 1월 1일 총97화 완결        | 다음 웹툰             | |
| 2013년 8월 31일  | 빌어먹을 것들             | 강두영/이태훈     | ~ 2014년 3월 15일 총 27화 완결      | 다음 웹툰             | |
| 2013년 9월 9일   | 1호선                     | 이은재            | ~ 2015년 2월 23일 총66화 완결       | 다음만화속세상        | 재연재: 2019년 1월 23일 ~ 2019 9월 11일 완결                                                        |
| 2013년 9월 14일  | 하숙집 도로시             | 환상거북          |                                     | 다음만화속세상        | 1부(~ 2015년 7월 25일 80화 완결)                                                                    |
| 2013년 9월 19일  | 명탐정 포우               | 고동동            | ~ 2016년 11월 10일 총94화 완결      | 다음 웹툰             | |
| 2013년 9월 24일  | 동거                      | 김영찬            | ~ 2014년 1월 28일 총18화 완결       | 다음 웹툰             | |
| 2013년 9월 24일  | 공긔 엇더하니잇고         | yami              | ~ 2014년 4월 1일 총26화 완결        | 카카오웹툰            | |
| 2013년 9월 30일  | 아네미아                  | 홍작가            | ~ 2014년 9월 25일 총33화 완결       | 다음만화속세상        | |
| 2013년 10월 10일 | 꽃처럼 산다               | Hun/박형준/송래현 | ~ 2014년 4월 24일 총18화 완결       | 카카오웹툼            | |
| 2013년 11월 1일  | 나의 빛나는 세계          | 마루              | ~ 2015년 7월 3 총65화 완결          | 다음 만화속세상       | |
| 2013년 11월 1일  | 일진의 크기               | 윤필/주영         | ~ 2017년 8월 29일 총104화 완결      | 다음웹툰/카카오페이지 | |
| 2013년 11월 5일  | 저녁 같이 드실래요?       | 박시인            | ~ 2014년 총46화 완결                | 카카오웹툰            | |
| 2013년 11월 14일 | 은밀하게 위대하게2        | HUN               | 완결                                | 다음 만화속세상       | |
| 2013년 11월 26일 | 연무                      | 김은경, 변기현    | ~ 2014년 12월 9일 총50화 완결       | 다음 웹툰             | |
| 2013년 11월 26일 | 부엉이 식당               | 최인환            | ~ 2015년 1월 21일 총56화 완결       | 카카오웹툰            | |
| 2013년 11월 28일 | 수의 계절                 | 이준              | ~ 2020년 7월 8일 완결               | 카카오웹툰            | |
| 2013년 12월 15일 | 로봇이 상냥해             | 꿀오뎅            | ~ 2014년 11월 9일 총40화 완결       | 카카오웹툰            | |
| 2013년           | 지구전세냈냐              | 강산              | ~ 2014년 3월 24일 총43화 완결       | 다음 웹툰             | |
| 2013년           | 묘진전                    | 젤리빈            | ~ 2015년 9월 10일 완결              | 다음만화속세상        | |
| 2013년           | 즐거운 나의 집            | 노대주            | ~ 완결                              | 카카오웹툰            | |
| 2013년           | 3M                        | 강도하            | 완결                                | 다음 웹툰             | |
| 2013년           | 부탁해요 이별귀           | 동남/하나         | ~ 완결                              | 다음 웹툰             | |
| 2013년           | 인천상륙작전              | 윤태호            | ~ 완결                              | 한겨레신문            | 재연재: 2017년 2월 2일 ~ 2017 10월 9 완결(다음웹툰)                                                 |
| 2010년 7월 5일   | 은밀하게 위대하게: 슬럼버 | HUN               | ~ 2011년 4월 28일 완결              | 다음 만화속세상       | |

### 2014년
| 연재시작         | 제목                       | 작가             | 연재중/완결                             | 연재사이트                  | 비고 |
| ---------------- | -------------------------- | ---------------- | --------------------------------------- | --------------------------- | --- |
| 2014년 9월 14일  | 좋아하는 울리는            | 천계영           | ~ 현재 수•일요일 격주 연재중            | 카카오 웹툰/카카오페이지    | |
| 2014년 10월 6일  | 일단 질러! 질렐루야        | yami             | ~ 현재 월요일 연재중                    | 카카오 웹툰                 | |
| 2014년 6월 26일  | 동네의사 닥터쿡            | 한종경/팀 크로우 |                                         | 카카오웹툰                  | 시즌1(~ 2015년 6월 4일 총41화 완결)                                                                                    |
| 2014년 1월 20일  | 언더시티 시즌2             | 쵸밥             | ~ 2014년 12월 8일 42화 완결             | 카카오웹툰                  | 1부(~ 2014년 6월 30일 22화) 2부(2014년 7월 14일 ~ 20화)                                                                |
| 2014년 1월 23일  | 육갑 : 여섯개의 갑         | 지뚱             | ~ 2014년 7월 3일 총22화 완결            | 카카오웹툰                  | |
| 2014년 1월 26일  | 세자전                     | 정이리이리       | ~ 2016년 9월 4일 총192화 완결           | 다음웹툰                    | |
| 2014년 2월 15일  | 순간                       | 김종진           | ~ 2015년 1월 31일 총43화 완결           | 카카오 웹툰                 | |
| 2014년 2월 15일  | 양말도깨비                 | 만물상           | ~ 2016년 5월 14일 총100화 완결          | 다음웹툰/카카오페이지       | |
| 2014년 2월 22일  | 그녀와 32분의 1            | 오곡             | ~ 2015년 3월 6일 총44화 완결            | 다음만화속세상              | 1부(~ 2014년 8월 30일) 2부(2014 10월 3일 ~)                                                                            |
| 2014년 2월 23일  | 꽃드림                     | 팀 샐러드레씽    | ~ 2015년 12월 6일 총80화 완결           | 카카오웹툰                  | |
| 2014년 2월 26일  | 웰컴 투 고스트시티         | 유들/라떼        | ~ 2016년 6월 22일 총100화 완결          | 다음웹툰/카카오페이지       | |
| 2014년 3월 3일   | 조난! 에로로               | 라라시스터       | ~ 2015년 10월 19일 총75화 완결          | 다음 웹툰                   | |
| 2014년 3월 4일   | 암묵적 동의                | 만자기           | ~ 2015년 2월 10일 총44화 완결)          | 카카오 웹툰                 | |
| 2014년 3월 13일  | 괜찮은 관계                | 김인정           | ~ 2015년 2월 3일 완결                   | 카카오 웹툰/카카오페이지    | |
| 2014년 3월 28일  | 셜록 : 여왕폐하의 탐정     | 고경오/곡/zohan  | ~ 2015년 9월 25일 완결                  | 다음 만화속세상             | 시즌1 시즌2 |
| 2014년 4월 7일   | 포코알레그레토             | 김용회           | ~ 2014년 5월 20일 총14화 완결           | 다음 웹툰                   | |
| 2014년 4월 12일  | 멀리서 보면 푸른 봄        | 지늉             | ~ 2022년 6월 4일 총255화 완결           | 카카오웹툰                  | 시즌1(~ 2015년 2월 14 41화) 시즌2(2015년 2월 28일 ~ 2017년 2월 11일 63화) 시즌3(2017년 12월 23일 ~ 149화)              |
| 2014년 4월 29일  | 술꾼도시처녀들             | 미깡             | ~ 2017년 3월 17일 총124화 완결          | 카카오웹툰                  | |
| 2014년 5월 2일   | PT맨 강코치                | 박성철           | ~ 2015년 6월 12일 총47화 완결           | 다음만화속세상              | |
| 2014년 5월 18일  | 포갓 레이저                | 옥한돌           | ~2021년 9월 7일                         | 카카오웹툰/카카오페이지     | 1부(~ 2015년 3월 15일) 2부(2015년 8 16일 ~ 2016년 4월 24일) 3부(2019년 8월 6일 ~ 2020년 7월 7일 4부(2020년 8월 12일 ~) |
| 2014년 5월 19일  | 여행해도 똑같네            | 캐러멜           | ~ 2014년 8월 4일 총12화 완결            | 카카오웹툰                  | |
| 2014년 5월 24일  | 치삼만화                   | 치삼             | ~ 2015년 12월 19일 총70화 완결          | 다음 웹툰                   | |
| 2014년 5월 27일  | 상상고양이                 | 김경             | ~ 2018년 6월 19일 총50화 완결           | 다음 웹툰                   | |
| 2014년 6월 1일   | 장난감의 사정              | 김도연           | ~ 2014년 10월 12일                      | 다음 웹툰                   | |
| 2014년 6월 5일   | 어른의 취미                | 장어진           | ~ 2016년 5월 10일 완결                  | 카카오페이지                | |
| 2014년 6월 7일   | 연애가 제일 쉬웠어요       | 참치캔           | ~ 2015년 7월 25일 총47화 완결           | 다음 만화속세상             | |
| 2014년 6월 9일   | 들숨날숨                   | 와자             | ~ 2015년 8월 31일 총58화 완결           | 카카오웹툰                  | |
| 2014년 6월 12일  | 신시                       | 정은숙           | ~ 2016년 11월 17일 완결                 | 다음 웹툰                   | |
| 2014년 6월 15일  | 슈퍼스타 마광길            | 김도헌           | ~ 2015년 1월 25일 총30화 완결           | 다음 웹툰                   | |
| 2014년 7월 15일  | 레테                       | 강도하           | ~ 2014년 12월 24일 총21화 완결          | 다음 웹툰                   | |
| 2014년 7월 17일  | 타고난 사람들              | 맥퀸스튜디오     | ~ 2016년 8월 12일 총62화 완결           | 카카오웹툰                  | |
| 2014년 7월 18일  | 파인                       | 윤태호           | ~ 2015년 8월 25일 총87화 완결           | 다음만화속세상/카카오페이지 | |
| 2014년 7월 18일  | 더스크 하울러              | 크루             | ~ 2016년 7월 22일 총81화 완결           | 카카오웹툰                  | 원작 : 2009년 태선의 《더스크 하울러》카카오페이지                                                                     |
| 2014년 7월 19일  | 하윤의 죄                  | 이림             | ~ 2015년 8월 15일 총52화 완결           | 다음 웹툰                   | |
| 2014년 7월 29일  | 하푸하푸                   | 꿀때징           | ~ 2016년 6월 21일 총200화 완결          | 다음 웹툰                   | |
| 2014년 7월 30일  | 점핑걸                     | 마하로/우주용    | ~ 2015년 12월 2일 총60화 완결           | 카카오웹툰                  | 시즌1(~ 2014년 12월 17일) 시즌2 시즌3(~완결)                                                                           |
| 2014년 7월       | 보글보글챱챱               | 첨지             | ~ 2016년 5 총76화 완결                  | 카카오페이지/레진코믹스     | 시즌1(~ 2015년 2월) 시즌2(2015년 8월 ~)                                                                                |
| 2014년 7월       | 데미지 오버 타임           | 선우훈           | ~ 2015년 6월 완결                       | 다음 만화속세상             | |
| 2014년 7월       | 살생부                     | 김종훈           | ~ 2015년 10월 11일 총54화 완결          | 다음 만화속세상             | |
| 2014년 8월 7일   | 그놈은 여고생              | 백영민           | ~ 2016년 8월 25일 총81화 완결           | 카카오웹툰                  | |
| 2014년 8월 11일  | 귀신                       | 장작             | ~ 2015년 9월 28일 완결                  |                             | |
| 2014년 8월 12일  | 관찰인간                   | 디디(조덕제)     | ~ 2015년 1월 6일 총20화 완결            | 다음 만화속세상             | |
| 2014년 8월 23일  | 홍도                       | s_owl            | ~ 2019년 4월 6일 완결                   | 다음 웹툰                   | |
| 2014년 8월 26일  | 부암동 복수자 소셜클럽     | 사자토끼         | ~ 2017년 11월 23일 총101화 완결         | 카카오웹툰                  | |
| 2014년 8월 27일  | 도대체 무슨 일이야         | 유니             | ~ 2015년 3월 25일 총28화 완결           | 다음 웹툰                   | |
| 2014년 8월       | 계마로의 블로그            | 나날             | 2016년 4월 3일 총72화 완결              | 다음 웹툰                   | |
| 2014년 9월 5일   | 못 잡아먹어 안달           | 센개             | ~ 2017년 5월 5일 총175화 완결           | 다음 웹툰                   | |
| 2014년 9월 15일  | 유치원의 하루              | 가바나           | ~ 2020년 1월 27일 완결                  | 다음 웹툰                   | |
| 2014년 9월 18일  | 게임회사 여직원들          | 마시멜           | ~ 2017년 12월 7일 총133화 연재종료 완결 | 카카오웹툰                  | 시즌1~6 |
| 2014년 9월 23일  | 이게뭐야                   | 지지             | ~ 2021년 1월 27일 총362화 완결          | 다음웹툰                    | |
| 2014년 9월 26일  | 어벤져스: 일렉트릭 레인    | 술               | ~ 2015년 3월 21일 완결                  | 다음 만화속세상             | |
| 2014년 9월 30일  | 이미테이션                 | 박경란           | ~ 2020년 4월 15일 완결                  | 카카오웹툰/카카오페이지     | |
| 2014년 10월 12일 | 허니 블러드                | 이나래           | ~ 2017년 2월 15일 완결                  | 카카오웹툰                  | 1부(~ 2015년 9 9일) 2부(2016년 5월 25일 ~) 외전(2ㅔ22년 3월 3일 ~ 2022년 3월 31일)                                     |
| 2014년 10월 20일 | 왈파                       | 강형규           | ~ 2015년 7월 20일 완결                  | 다음 만화속세상             | |
| 2014년 10월 31일 | 시동                       | 조금산           | ~ 2020년 1월 10일 총45화 완결           | 카카오웹툰                  | |
| 2014년 11월 20일 | 괴담콜렉터                 | 강산             | ~ 2015년 5월 6일 총 25화 완결           | 다음 웹툰                   | |
| 2014년 11월 20일 | 스타캣의 힐링툰            | 고동동, 박정아   | ~ 2015년 6월 10일 총30화 완결           | 다음 웹툰                   | |
| 2014년 11월 23일 | 마샬 아츠                  | 강지윤           | ~ 2017년 8월 6일 완결                   | 다음 웹툰                   | |
| 2014년 12월 10일 | 찡한 일상단편              | ZZING            | ~ 2015년 5월 27일 총24화 완결           | 카카오웹툰                  | |
| 2014년 12월 17일 | 아스팔트 정원              | 이원진           | ~ 2016년 12월 1일 총93화 완결           | 카카오웹툰                  | |
| 2014년 12월 22일 | 잡초이야기 : LIVE          | 정이리           | ~ 2015년 12월 21일 총48화 완결          | 카카오웹툰                  | |
| 2014년 12월 23일 | 까칠한 임작가의 만화그리기 | 임강혁           | ~ 2015년 5월 26일 총12화 완결           | 카카오웹툰                  | |
| 2014년           | 더 헌터                    | 강두영/이태훈    | ~ 완결                                  | 다음 웹툰                   | |

### 2015년
| 연재시작         | 제목                                   | 작가              | 연재중/완결                    | 연재사이트              | 비고                                                       |
| ---------------- | -------------------------------------- | ----------------- | ------------------------------ | ----------------------- | ---------------------------------------------------------- |
| 2015년 12월 21일 | 풀 뜯어먹는 소리                       | 글피              | ~ 현재 토요일 연재중           | 다음 웹툰               |                                                            |
| 2015년 1월 6일   | 아띠아띠                               | 쵸밥              | ~ 2016년 10월 18일 완결        | 카카오웹툰              |                                                            |
| 2015년 1월 20일  | 안녕! 바북아                           | 윤필              | ~ 2015년 5월 12일 총32화 완결  | 카카오웹툰              |                                                            |
| 2015년 1월 20일  | 하이드                                 | 이충호            | ~ 2015년 2월 24일 총6화 완결   | 카카오웹툰              |                                                            |
| 2015년 1월 25일  | 국민사형투표                           | 엄세윤/정이품     | ~ 2016년 6월 12일 총63화 완결  | 다음 웹툰/카카오웹툰    |                                                            |
| 2015년 2월 2일   | 무빙                                   | 강풀              | ~ 2015년 9월 21일 총47화 완결  | 다음 만화속세상         |                                                            |
| 2015년 2월 4일   | 백조만화방                             | 해밀/김민욱       | ~ 2016년 5월 4일 총61화 완결   | 카카오웹툰              |                                                            |
| 2015년 2월 10일  | 친구엄마                               | 최호진            | ~ 2015년 11월 17일 총34화 완결 | 카카오웹툰              | 시즌1(~ 14화) 시즌2(20화)                                  |
| 2015년 2월 12일  | 사랑하는 나의 엄마에게                 | 안나보니따        | ~ 2016년 6월 30일 총67화 완결  | 카카오웹툰              |                                                            |
| 2015년 2월 15일  | 채널뽁스                               | 뽁스              | ~ 2020년 6월 28일 총82화 완결  | 다음 웹툰               |                                                            |
| 2015년 3월 17일  | 나는 엄마다                            | 순두부            | ~ 2020년 9월 1일 총240화 완결  | 다음 웹툰               |                                                            |
| 2015년 3월 18일  | 썸머드림                               | 복숭아            | ~ 2017년 8월 9일 총96화 완결   | 카카오웹툰              |                                                            |
| 2015년 3월 24일  | 랫츠                                   | 고래우            | ~ 2017년 7월 4일 총98화 완결   | 다음 웹툰               |                                                            |
| 2015년 3월 24일  | 우리 집에 사는 남자                    | 유현숙            | ~ 2016년 5월 31일 총60화 완결  | 다음웹툰                |                                                            |
| 2015년 3월 25일  | 아 지갑놓고 나왔다                     | 미역의 효능       | ~ 2017년 5월 31일 완결         | 카카오웹툰              |                                                            |
| 2015년 3월 28일  | 50픽셀 데이즈                          | 함서연/구슬       | ~ 2015년 12월 19일 총36화 완결 | 카카오웹툰              |                                                            |
| 2015년 3월 29일  | 캐셔로                                 | 이훈/노혜옥       | ~ 2016년 7월 3일 총50화 완결   | 다음웹툰                | 1부(~ 2015년 8월 16일 20화) 2부(2015년 11월 29일 ~ 30화) ) |
| 2015년 4월 1일   | 지하철도의 밤                          | 윤필              | ~ 2015년 8월 26일 총20화 완결  | 카카오웹툰              |                                                            |
| 2015년 4월 2일   | 용비개천가                             | 문미영            | ~ 2015년 11월 19일 총30화 완결 | 카카오웹툰              |                                                            |
| 2015년 4월 10일  | 스타원즈: 깨오난 포스 그 아준의 이야가 | 홍작가            | ~ 2016년 2워루19일 총40화 완결 | 다음웹툰                |                                                            |
| 2015년 4월 11일  | 오빠의 향기                            | 복슬              | ~ 2016년 6월 25일 총48화 완결  | 다음 웹툰/카카오페이지  |                                                            |
| 2015년 4월 12일  | 아빠는 16세                            | 서랍천사          | ~ 2016년 5월 8일 총49화 완결   | 카카오웹툰              |                                                            |
| 2015년 4월 13일  | 던전오브다단계                         | 서자희가/데몬제이 | ~ 2016년 6월 30일 총51화 완결  | 카카오웹툰              |                                                            |
| 2015년 4월 14일  | 죽어도 좋아♡                           | 골드키위새        | ~ 2016년 10월 25일 총62화 완결 | 다음 웹툰               |                                                            |
| 2015년 6월 5일   | 멈춰있는 동안에                        | 박우진            | ~ 2016년 6월 10일 완결         | 카카오웹툰              |                                                            |
| 2015년 6월 18일  | 장기대출                               | GAR2              | ~ 2016년 2월 18일 총33화 완결  | 카카오웹툰              |                                                            |
| 2015년 6월 23일  | 생존인간                               | 디디              | ~ 2016년 4월 26일 총34화 완결  | 다음 웹툰               |                                                            |
| 2015년 6월 28일  | 대새녀의 메이크업이야기                | 여은              | ~ 2018년 1월 14일 총105화 완결 | 카카오웹툰              |                                                            |
| 2015년 7월 8일   | 단지                                   | 단지              | ~ 2017년 4월 25일 완결         | 다음 웹툰               |                                                            |
| 2015년 7월 10일  | 회색 방, 소녀                          | 봉봉              | ~ 2016년 8월 5일 총52화 완결   | 카카오웹툰              |                                                            |
| 2015년 7월 11일  | 조상님이 돌아왔다                      | WONDER            | ~ 2016년 11월 12일 완결        | 다음웹툰                |                                                            |
| 2015년 7월 12일  | 실                                     | 보리              | ~ 2017년 12월 31 총101화 완결  | 카카오웹툰              |                                                            |
| 2015년 7월 16일  | 영원한 빛                              | 이상록            | ~ 2020년 1월 2일 완결          | 다음웹툰                |                                                            |
| 2015년 7월 23일  | 기적의 앱스토어                        | 삼각설탕          | ~ 2016년 6월 30일 총50화 완결  | 다음웹툰                |                                                            |
| 2015년 7월 26일  | 대치동 일타강사                        | JP You/송예슬     | ~ 2020년 1월 5일 총190화 완결  | 카카오웹툰              |                                                            |
| 2015년 7월 29일  | 언더그라운드 블러드팩                  | OZi               | ~ 2019년 2월 6일 완결          | 카카오웹툰              |                                                            |
| 2015년 7월 31일  | 도플                                   | 현철              | ~ 2017년 7월 14일 총62화 완결  | 카카오웹툰              |                                                            |
| 2015년 7월 31일  | 아시안 하이웨이                        | 최인환            | ~ 2016년 10월 14일 총51화 완결 | 카카오웹툰              |                                                            |
| 2015년 7월 31일  | 가딩 : 그녀는 나의 웬수                | BUDDY             | ~ 2018년 1월 14일 총107화 완결 | 카카오웹툰              |                                                            |
| 2015년 8월 5일   | 황제의 외동딸                          | 리노              | ~ 2022년 6월 9일 총244화 완결  | 카카오웹툰/카카오페이지 | 원작 :윤슬의 《황제의 외동딸》                             |
| 2015년 8월 14일  | 마야비                                 | Meen/Greenbi      | ~ 2016년 3월 11일 총30화 완결  | 카카오웹툰              |                                                            |
| 2015년 8월 22일  | 무균격리구역 AA아파트                  | 미스와플/미스비글 | ~ 2016년 7월 23일 총40화 완결  | 카카오웹툰              |                                                            |
| 2015년 9월 2일   | 얌얌숲 당근길 토요요                   | 김민재            | ~ 2018년 12월 5일 완결         | 다음 웹툰               |                                                            |
| 2015년 9월 2일   | 19년 뽀삐                              | 마영신            | ~ 2016년 10월 20일 총53화 완결 | 카카오웹툰              |                                                            |
| 2015년 9월 14일  | 청춘극장                               | 이은재            | ~ 2016년 4월 4일 총25화 완결   | 카카오웹툰              |                                                            |
| 2015년 9월 21일  | 소년 가라사대                          | 민홍              | ~ 2016년 8월 1일 총35화 완결   | 카카오웹툰              |                                                            |
| 2015년 10월 15일 | 집떠난 개고생                          | 만자기            | ~ 2016년 4월 7 총24화 완결     | 카카오웹툰              |                                                            |
| 2015년 10월 16일 | 별신마을 각시                          | 류성곤            | ~ 2016년 4월 1 총25화 완결     | 다음 웹툰               |                                                            |
| 2015년 11월 28일 | 어쩌면, 사랑                           | 모우              | ~ 2016년 12월 3일 완결         | 다음 웹툰               |                                                            |
| 2015년 12월 4일  | 혼자를 기르는 법                       | 김정연            | ~ 2018년 3월 10일 총86화 완결  | 다음 웹툰               |                                                            |
| 2015년 12월 14일 | 죽어 마땅한 자                         | 지뚱              | ~ 2016년 5월 16일 총22화 완결  | 카카오웹툰              |                                                            |
| 2015년 12월 25일 | 주간소년열애사                         | 박시인            | ~ 2022년 2월 27일 총123화 완결 | 다음 웹툰               |                                                            |
| 2015년           | 살아말아                               | 고은              | 완결                           | 다음 웹툰               | 2부(2016년 2월 10일 ~)                                     |
| 2015년           | 첫사랑은 죽었다                        | 곽인근            | ~ 2018년 11월 16일 완결        | 다음 웹툰               |                                                            |

### 2016년
| 연재시작         | 제목                                 | 작가            | 연재중/완결                         | 연재사이트               | 비고 |
| ---------------- | ------------------------------------ | --------------- | ----------------------------------- | ------------------------ | --- |
| 2016년 7월 25일  | NR 뉴월드                            | 전상영          | ~ 현재 월요일 연재중                | 다음 웹툰                | 시즌1(~2017년 2월 20일) 시즌2(2019년 10월 14일 ~)                                                                                               |
| 2016년 12월 27일 | 징크스의 연인                        | 한지혜/구슬     | ~ 현재 화요일 연재중                | 카카오웹툰/카카오페이지  | 시즌1(~ 2017년 6월 13일) 시즌2(2017년 8월 1일 ~ 2018년 2월 13일) 시즌3(2018년 5월 29일 ~ 2020년 1월 28일) 외전(2022년 6월 9일 ~)                |
| 2016년 1월 27일  | 아수라발발타                         | 현마담          | ~ 2018년 3월 21일 총84화 완결       | 다음웹툰                 | |
| 2016년 1월 30일  | 궁상가족                             | 강두영/김다정   | ~ 2017년 7월 31일 총118화 완결      | 카카오페이지             | |
| 2016년 2월 1일   | 고교대장부                           | 김도헌          | ~ 2017년 10월 9일 완결              | 다음 웹툰                | |
| 2016년 2월 23일  | 그림형제 잔혹동화                    | Crom            | ~ 2018년 9월 18일 총130화 완결      | 카카오웹툰               | |
| 2016년 2월 25일  | 키스앤코리아                         | 김나임          | ~ 2017년 3월 9일 총46화 완결        | 다음 웹툰                | |
| 2016년 3월 1일   | 여우는 같은 덫에 두 번 걸리지 않는다 | 박흥용          | ~ 2016년 7월 19일 총20화 완결       | 카카오 웹툰              | |
| 2016년 3월 10일  | 그 여름, 나는                        | 김수연, 최수현  | ~ 2017년 8월 18일 총62화 완결       | 카카오 웹툰              | |
| 2016년 3월 13일  | 도깨비훈장                           | 박혜림          | ~ 2018년 5월 6일 총90화 완결        | 카카오 웹툰              | |
| 2016년 3월 17일  | 사랑스러운 복희씨                    | 김인정          | ~ 2017년 11월 30일 완결             | 다음 웹툰, 카카오페이지  | |
| 2016년 3월 31일  | 빅토리아처럼 감아차라                | 이창현/유희     | ~ 2016년 12월 1일 총34화 완결       | 다음 웹툰                | |
| 2016년 4월 4일   | The 윷놀리스트                       | 김라무          | ~ 2018년 8월 6일 완결               | 다음 웹툰                | |
| 2016년 4월 7일   | 에스키스                             | 정썸머          | ~ 2018년 11월 22일 총107화 완결     | 카카오웹툰               | |
| 2016년 4월 11일  | 로렌스를 구해줘                      | 강형규          | ~ 2017년 6월 19일 총52화 완결       | 카카오페이지             | |
| 2016년 4월 15일  | 19세기말 비망록                      | 조부경/DUNDUN   | ~ 2018년 4월 20일 총75화 완결       | 다음 웹툰/카카오페이지   | |
| 2016년 5월 2일   | 간이역에 겨울이 오면                 | 꿀오뎅          | ~ 2019년 4월 22일 완결              | 다음 웹툰                | |
| 2016년 5월 3일   | 매생이가 나타났다                    | 오청            | ~ 2018년 1월 30일 총67화 완결       | 다음 웹툰                | |
| 2016년 5월 7일   | 작약만가: 서리꽃                     | 인토르노        | ~ 2016년 11월 5일 총26화 완결       | 다음 웹툰                | |
| 2016년 5월 9일   | 가내수공업 Ent.                      | 참치캔          | ~ 2018년 5월 21일 총85화 완결       | 다음 웹툰                | |
| 2016년 5월 22일  | 금빛도깨비 쿠비                      | 김성주          | ~ 2018년 1월 21일 완결              | 다음 웹툰                | |
| 2016년 5월 26일  | 바토리의 아들                        | 호르자/영광     | ~ 2018년 6월 21일 총85화 완결       | 다음웹툰                 | |
| 2016년 6월 10일  | 연애싫어                             | 이겨울          | ~ 2018년 5월 25일 총80화 완결       | 카카오 웹툰              | |
| 2016년 6월 21일  | 월령관 살인사건                      | 마호로/곡       | ~ 2017년 12월 19 총67화 완결        | 카카오 웹툰              | |
| 2016년 6월 28일  | 김 비서가 왜 그럴까                  | 김명미          | ~ 2018년 9월 19일 완결              | 카카오 웹툰              | |
| 2016년 7월 5일   | 드림사이드                           | 홍정훈/신월     | ~ 2020년 7월 28일 완결              | 카카오웹툰/카카오페이지  | 원작: 홍정훈의 《드림사이드》 |
| 2016년 7월 6일   | 우리 집에 왜 왔니                    | 이윤희          | ~ 2017년 11월 22일 완결 총71화 완결 | 다음 웹툰/카카오페이지   | |
| 2016년 7월 9일   | 아쿠아맨                             | 맥퀸스튜디오    | ~ 2019년 6월 8일 총127화 완결       | 다음 웹툰                | |
| 2016년 7월 12일  | 놀러와 마이홈                        | 만물상          | ~ 2016년 8월 30일 총8화 완결        | 카카오 웹툰              | |
| 2016년 7월 16일  | 초상화                               | 정이나          | ~ 2018년 3월 10일 총86화 완결       | 카카오 웹툰              | |
| 2016년 7월 25일  | 에비츄                               | EBICHU          | ~ 2017년 4월 3일 총36화 완결        | 카카오웹툰               | |
| 2016년 7월 26일  | 나빌레라                             | Hun/지민        | ~ 2021년 4월 12일 총67화 완결       | 카카오웹툰/카카오페이지  | 1부(~ 2017년 1월 10일 24화) 2부(2017년 2월 14일 ~ 2017년 6월 27일 20화) 3부(2017년 8월 1일 ~ 2017년 10월 31일 12화) 4부(2021년 3월 23일 ~ 11화) |
| 2016년 8월 20일  | 발자국이 녹기 전에                   | 서결            | ~ 2019년 6월 22일 총119화 완결      | 카카오 웹툰              | |
| 2016년 8월 23일  | 왕세자비 오디션                      | 구름빛/비비     | ~ 2020년 7월 29일 총108화 완결      | 카카오페이지             | |
| 2016년 8월 25일  | 여혜                                 | 비나리          | ~ 2018년 3월 1일 완결               | 카카오웹툰/레진코믹스    | |
| 2016년 8월 20일  | 발자국이 녹기 전에                   | 서결            | ~ 2019년 6월 22일 총119화 완결      | 카카오 웹툰              | |
| 2016년 9월 15일  | 달콩분식                             | 수박            | ~ 2017년 9월 7일 총40화 완결        | 카카오 웹툰              | |
| 2016년 9월 19일  | 옥탑의 전설                          | 우주용          | ~ 2018년 1월 8일 완결               | 다음웹툰                 | |
| 2016년 9월 25일  | 공대에는 아름이가 없다               | 라라시스터      | ~ 2018년 3월 18 총74화 완결         | 다음웹툰                 | |
| 2016년 10월 6일  | TEN                                  | 이은재          | ~ 2018년 6월 7일 총78화 완결        | 다음웹툰                 | |
| 2016년 10월 15일 | 메모리스트                           | 재후            | ~ 2018년 1월 13일 완결              | 다음웹툰                 | |
| 2016년 10월 20일 | 당신의 소원은 무엇입니까             | 말랑멜로우/채덕 | ~ 2017년 3월 30일 총24화 완결       | 카카오 웹툰              | |
| 2016년 10월 22일 | 용이라고 불러줘                      | 분홍곰          | ~ 2017년 4월 15일 25화 완결         | 카카오 웹툰              | |
| 2016년 10월 27일 | 놈들의 도시                          | 유들/라떼       | ~ 2018년 10월 18일 총84화 완결      | 카카오 웹툰/카카오페이지 | |
| 2016년 11월 4일  | 조선 세자빈 실종사건                 | 강다혜          | ~ 2019년 10월 19일 총137화 완결     | 카카오페이지             | |
| 2016년 11월 7일  | 조우                                 | 최희선          | ~ 2020년 12월 27일 총61화 완결      | 카카오웹툰               | |
| 2016년 11월 22일 | 피그말리온 컴플렉스                  | 문미영          | ~ 2017년 9월 11일 완결              | 다음 웹툰/카카오페이지   | |
| 2016년 11월 30일 | 시카 울프                            | 동전            | ~ 2016년 12 27일 총125화 완결       | 카카오페이지             | |
| 2016년 12월 10일 | 오늘의 초능력                        | WONDER          | ~ 2018년 9월 8일 완결               | 다음웹툰                 | |
| 2016년 12월 19일 | 신세기전                             | 이재익          | ~ 2019년 1월 13일 총60화 완결       | 카카오 웹툰              | |
| 2016년 12월 22일 | 위 아 애니멀스                       | 우블루          | ~ 2018년 8월 16일 총68화            | 다음 웹툰                | |
| 2016년 12월 23일 | 헤븐 투 헬                           | 김종훈          | ~ 2022년 2월 18일 완결              | 카카오 웹툰              | |
| 2016년 12월 27일 | 이태원 클라쓰                        | 조광진          | ~ 2018년 7월 3일 완결               | 다음 웹툰/카카오페이지   | |

### 2017년
| 연재시작         | 제목                              | 작가                                           | 연재중/완결                     | 연재사이트               | 비고 |
| ---------------- | --------------------------------- | ---------------------------------------------- | ------------------------------- | ------------------------ | --- |
| 2017년 5월 30일  | 지옥사원                          | 네온비/캐러멜                                  | ~ 현재 화요일 연재중            | 카카오 웹툰              | |
| 2017년 10월 24일 | 아비무쌍                          | 노경찬/이현석                                  | ~ 현재 화요일 연재중            | 카카오 웹툰              | |
| 2017년 2월 15일  | 동쪽으로                          | 봉봉                                           | ~ 시즌4 예정                    | 카카오 웹툰              | 총121화 시즌1(~ 2017년 9월 27일) 시즌2(2017년 11월 1일 ~ 2018년 8월 8일) 시즌3(2019년 5월 22일 ~ 2020년 6월 10일) |
| 2017년 3월 11일  | 어떤 거짓말                       | 이세형                                         | 준비예정                        | 카카오웹툰               | 1부(2017년 8월 26일 23화 완결) 2부(주비예정)                                                                      |
| 2017년 12월 24일 | 구경하는 들러리양                 | 윰윰/엘리야냥                                  | ~ 토욜 연재중                   | 카카오웹툰/카카오페이지  | 본편(~ 2020년 12월 26일 총139화 완결) 외(2021 7월 17일 ~) 소설 《구경하는 들러리양》                              |
| 2017년 1월 3일   | 이태원클라쓰                      | 조광진                                         | ~ 2018년 7월 3일 총84화 완결    | 다음 웹툰                | (완결, 프롤로그는 2016년 12월)                                                                                    |
| 2017년 1월 7일   | 골든왈츠                          | 세라                                           | ~ 2018년 8월 11일 총65화 완결   | 카카오웹툰               | |
| 2017년 1월 11일  | 마왕의 딸로 태어났습니다          | 은민                                           | ~ 2017년 5월 18일 총161화 완결  | 카카오페이지             | |
| 2017년 1월 13일  | 티라레                            | 홍성수                                         | ~ 2019년 3월 15일 총93화 완결   | 다음웹툰                 | |
| 2017년 1월 31일  | 왕 그리고 황제                    | 정이리이리                                     | ~ 2021년 2월 23일 총197화 완결  | 다음 웹툰                | |
| 2017년 2월 8일   | 들쥐                              | 루드비코                                       | ~ 2020년 4월 9일 완결           | 다음 웹툰                | 1부(~ 2017년 8월 2일) 2부(2018년 11월 15일~2020년3월 5일) 3부(2020년 3월 12일~)                                   |
| 2017년 2월 12일  | 헬로 브리                         | 기기                                           | ~ 2018년 12월 9일 총78화 완결   | 다음 웹툰                | |
| 2017년 2월 13일  | 스킬                              | 와자                                           | ~ 2018년 10월 15일 총76화 완결  | 다음웹툰                 | |
| 2017년 2월 14일  | 개밥도토리                        | 호형/망기                                      | ~ 2018년 7월 24일 총69화 완결   | 카카오웹툰               | |
| 2017년 2월 21일  | 20세 보고서                       | YSE                                            | ~ 2019년 3월 26일 총91화 완결   |                          | |
| 2017년 3월 12일  | 버닝 이펙트                       | 박태현                                         | ~ 2021년 4월 25일 총212화 완결  | 다음 웹툰                | |
| 2017년 3월 27일  | 브릿지                            | 강풀                                           | ~ 2018년 1월 1일 완결           | 다음 웹툰                | |
| 2017년 4월 6일   | 왕의 공녀                         | 후유소라/최노끼/박찬호/구당/떼오레/잇뱀/이삼삼 | ~ 2021년 3월 26일 총159화 완결  | 카카오페이지             | 원작: 2015년 8월 7일 ~ 2015년 12월 24일 총128화 완결                                                              |
| 2017년 4월 7일   | 가랑가랑                          | 이이영                                         | ~ 2018년 3월 16일 총47화 완결   | 카카오웹툰               | |
| 2017년 4월 17일  | 두번째 집                         | 우현                                           | ~ 2018년 2월 26일 총41화 완결   | 다음웹툰                 | |
| 2017년 4월 20일  | 트라이앵글                        | 89LINE                                         | ~ 2020년 2월 6일                | 다음 웹툰                | |
| 2017년 4월 26일  | 카야                              | 신일숙                                         | ~ 2021년 8월 4일 총200화 완결   | 카카오웹툰               | |
| 2017년 4월 27일  | 가디언즈 오브 갤럭시: 죽음의 보석 | 크리스토스 게이지/임강혁                       | ~ 2017년 8월 24일 총17화 완결   | 다음웹툰                 | |
| 2017년 5월 5일   | 키몽툰                            | 키몽                                           | ~ 2018년 9월 21잉 총52화 완결   | 카카오웹툰               | |
| 2017년 5월 8일   | 도나스 학교괴담                   | DONA$                                          | ~ 2019년 6월 24일 총92화 완결   | 다음웹툰                 | 시즌1(~ 2018년 2월 26일 43화) 시즌2(2018년 7월 16일 ~ 49화)                                                       |
| 2017년 5월 25일  | 도담도담                          | 쵸밥                                           | ~ 2017년 10월 5일 완결          | 카카오 웹툰              | 아띠아띠 2부 |
| 2017년 5월 28일  | 태양의 시                         | 목인                                           | ~ 2019년 8월 18일 총93화 완결   | 다음 웹툰                | |
| 2017년 5월 31일  | 헤븐즈 소울                       | 하람/김영지                                    | ~ 2020년 7월 1일 총161화 완결   | 다음웹툰/카카오페이지    | |
| 2017년 6월 1일   | 과격자매단                        | 바쉬                                           | ~ 2020년 1월 13일 완결          | 다음 웹툰                | 시즌1(~2018년 12월 6일) 시즌2(2019년 6월 10일 ~)                                                                  |
| 2017년 6월 7일   | 장산범 :거부할 수 없는 목소리     | GAR2                                           | ~ 2017년 8월 9일 총8화 완결     | 카카오웹툰               | |
| 2017년 6월 12일  | 집행자여                          | 종수                                           | ~ 2022년 5월 2일 완결           | 카카오 웹툰              | |
| 2017년 6월 16일  | 리와 구                           | 남유진                                         | ~ 2018년 9월 7일 총54화 완결    | 다음 웹툰                | |
| 2017년 7월 8일   | 어떻게든 중간만 간다면            | 유성연                                         | ~ 2019년 11월 16일 총120화 완결 | 다음 웹툰                | |
| 2017년 7월 9일   | 오랑캐                            | 봉수                                           | ~ 2019년 1월 20일 총78화 완결   | 다음 웹툰                | |
| 2017년 7월 12일  | 박살소녀                          | 이원식/민홍                                    | ~ 2019년 4월 3일 총80화 완결    | 카카오웹툰/카카오페이지  | 2023년 드라마화 공개예정                                                                                          |
| 2017년 7월 13일  | 음양사                            | Hun/박형준                                     | ~ 2017년 8월 31일 8화 완결      |                          | |
| 2017년 7월 27일  | 공작부인의 50가지 티 레시피       | 앤트스튜디오                                   | ~ 2019년 1월 30일 총235화 완결  | 카카오페이지             | |
| 2017년 8월 3일   | 뮈엘라의 수사관                   | 솔                                             | ~ 2021년 8월 19일 총163화 완결  | 카카오웹툰/카카오페이지  | |
| 2017년 8월 3일   | 사내 맞선                         | 동훈                                           | ~ 2018년 11월 21일 완결         | 카카오페이지             | |
| 2017년 8월 7일   | 고양이 마마님                     | 마루                                           | ~ 2019년 1월 7일 총58화 완결    | 다음웹툰/카카오페이지    | |
| 2017년 8월 11일  | 웹툰작가 살인사건                 | C/DAUM WEBTOON                                 | ~ 2017년 8월 25일 총5화 완결    | 카카오 웹툰              | |
| 2017년 9월 3일   | 그녀그 공작저로 가야했던 사정     | 밀착/고래                                      | ~ 2021년 3월 22일 총158화 완결  | 카카오 웹툰/카카오페이지 | |
| 2017년 9월 20일  | 우리학교 김선생님                 | 복슬                                           | ~ 2021년 1월 20일 총120화 완결  | 카카오 웹툰              | |
| 2017년 9월 25일  | 파워맨                            | 임강혁                                         | ~ 2018년 4월 9일 총28화 완결    | 다음웹툰                 | |
| 2017년 10월 2일  | 스틸레인2: 강철비                 | 양우석/브리헴                                  | ~ 2018년 6월 18일 총38화 완결   | 다음웹툰                 | 원작: 영화 《강철비》                                                                                             |
| 2017년 10월 31일 | 악녀의 애완동물                   | 서보                                           | ~ 2017년 12월 19일 총117화 완결 | 카카오 웹툰              | |
| 2017년 11월 5일  | 라그나로크                        | 황동/서재일                                    | ~ 2018년 2월 18일 총16화 완결   | 다음 웹툰                | |
| 2017년 11월 15일 | 오리지널 씬                       | 강형규                                         | ~ 2018년 11월 30일 완결         | 다음 웹툰                | |
| 2017년 12월 2일  | 유사과학 탐구영역                 | 계란계란                                       | ~ 2020년 2월 20일 완결          | 다음 웹툰                | |
| 2017년 12월 15일 | 작약만가: 불환곡                  | 인토르노                                       | ~ 2020년 11월 6일 총103화 완결  | 다음웹툰                 | |
| 2017년 12월 21일 | 그놈의 스캔들                     | 동남/하나                                      | ~ 2019년 8월 29일 총69화 완결   | 카카오 웹툰              | |
| 2017년           | 며느라기                          | 수신지                                         | ~ 총33화 완결                   | 카카오 웹툰/카카오페이지 | |
| 2017년           | 그림자 마녀                       | 아흠                                           | ~ 2020년 5월 31일 총125화 완결  | 카카오 웹툰/카카오페이지 | |

### 2018년
| 연재시작         | 제목                           | 작가          | 연재중/완결                     | 연재사이트               | 비고 |
| ---------------- | ------------------------------ | ------------- | ------------------------------- | ------------------------ | --- |
| 2018년 7월 1일   | 나는 이 집 아이                | 코튼          | ~ 현재 월요일 연재중            | 카카오 웹툰/카카오페이지 | 원작: 시야의 《나는 이 집 아이》2017년 시즌1(~ 2019년 1월 14일) 시즌2(2019년 4월 1일 ~ 2019 11월 21일) 시즌3(2020년 3월 4일 ~ 2020년 11월 27일) 시즌4(2021년 7월 26일 ~) |
| 2018년 10월 12일 | 유리의 벽                      | 조호          | ~ 현재 금요일 연재중            | 카카오 웹툰/카카오페이지 | |
| 2018년 10월 23일 | 학교대표                       | 동훈          | ~ 현재 화요일 연재중            | 카카오 웹툰              | 시즌1(~ 2019년 5월 28일) 시즌2(2019년 10월 29일 ~) |
| 2018년 10월 30일 | 인간을 먹는 성                 | 김만호        | ~ 현재 화요일 연재중            | 카카오 웹툰              | |
| 2018년 1월 29일  | 노동본색                       | 지뚱          | 휴재중                          | 카카오 웹툰              | 시즌1(~ 2020년 8월 24일) |
| 2018년 1월 18일  | 어쩌다 발견한 7월              | 무류          | ~ 2019년 9월 19일 완결          | 다음 웹툰                | 시즌1(~ 2018년 6월 21일) 시즌2(2019년 1월 24일 ~) |
| 2018년 1월 26일  | 대작                           | 이종규/김용회 | ~ 2019년 3월 1일 총57화 완결    | 카카오웹툰               | |
| 2018년 1월 28일  | 대디보이                       | 이록          | ~ 2020년 4월 5일 총97화 완결    | 다음 웹툰                | |
| 2018년 1월 31일  | 악녀의 정의                    | 윤쓰/민       | ~ 2021년 4월 18일 총163화 완결  | 카카오웹툰/카카오페이지  | 원작: 주해온의 《악녀의 정의》 카카오페이지/네이버시리즈 |
| 2018년 1월 31일  | 포 더 프린세스                 | TB            | ~ 2019년 7월 10일 총63화 완결   | 카카오웹툰               | |
| 2018년 2월 3일   | 여의주                         | 운/김한석     | ~ 2020년 10월 31일 총137화 완결 | 다음웹툰                 | 시즌1(~ 2019년 1월 26일 52화) 시즌2(2019년 3월 16~83화) |
| 2018년 2월 7일   | 옥탑빵                         | bodam         | ~ 2019년 4월 24일 총60화 완결   | 카카오웹툰               | |
| 2018년 3월 1일   | 초월                           | 이상훈/이현세 | ~ 2018년 3월 29일 총5화 완결    | 카카오웹툰               | |
| 2018년 3월 4일   | 나 혼자만 레벨업               | 현군/장성락   | ~ 2021년 12월 29일 총401화 완결 | 카카오웹툰/카카오페이지  | |
| 2018년 3월 16일  | 끼리끼리                       | 이주현        | ~ 2020년 4월 24일 총100화 완결  | 카카오웹툰               | |
| 2018년 3월 16일  | 사랑하는 사람이 생겼습니다     | 황승욱/모모   | ~ 2019년 11월 2일 총88화 완결   | 카카오웹툰               | |
| 2018년 3월 23일  | 무능력자                       | 비둘기        | ~ 2019년 5월 10일 총52화 완결   | 카카오웹툰               | |
| 2018년 3월 27일  | 우두커니                       | 심우도        | ~ 2019년 4월 30일 총42화 완결   | 카카오웹툰               | |
| 2018년 3월 29일  | 익명의 독서중독자들            | 이창현/유희   | ~ 2018년 10월 25일 총30화 완결  | 카카오웹툰               | |
| 2018년 3월 31일  | 작가의 사생활                  | 마시멜        | ~ 2018년 9월 8일 총22화 완결    | 다음 웹툰                | |
| 2018년 3월 31일  | 2018 다음웹툰 능력고사         | DAUM WEBTOON  | ~ 2018년 4월 3일 5화 완결       | 카카오웹툰               | |
| 2018년 4월 1일   | 취향저격 그녀                  | 로즈옹        | ~ 2021년 9월 26일 총161화 완결  | 다음 웹툰                | |
| 2018년 4월 6일   | 폭군의 행방                    | DIAN          | ~ 2020년 10월 24일 총125화 완결 | 카카오웹툰               | |
| 2018년 4월 16일  | 무수리 문복자 후궁되다         | S.L.L         | ~ 2020년 7월 7일 총180화 완결   | 카카오웹툰               | |
| 2018년 4월 17일  | 계약우정                       | 권라드        | ~ 2020년 7월 14일 총100화 완결  | 다음 웹툰                | |
| 2018년 4월 20일  | 우리 남매의 일상은             | 손달섭        | ~ 2019년 5월 17일 총89화 완결   | 다음 웹툰/카카오페이지   | 시즌1(~ 2018년 11월 23일) 시즌2(2019년 2월 8일~) |
| 2018년 4월 22일  | 껍데기                         | 김탐미        | ~ 2020년 3월 29일 총86화 완결   | 다음 웹툰                | |
| 2018년 4월 25일  | 노인의 집                      | 이림/김종욱   | ~ 2020년 2월 19일 총94화 완결   | 카카오웹툰               | |
| 2018년 4월 26일  | 갱스쿨                         | taibogi       | ~ 2021년 3월 4일 총121화 완결   | 카카오웹툰               | 시즌1(~ 2019년 1월 31일 52화) 시즌2(2019년 12월 5일 ~69화) |
| 2018년 5월 2일   | 하면 좋습니까?                 | 미깡          | ~ 2018년 12월 5일 총30화 온결   | 다음 웹툰                | |
| 2018년 5월 9일   | 새벽날개                       | 박흥용        | ~ 2019년 2월 20일 총40화 완결   | 다음 웹툰                | |
| 2018년 5월 10일  | 구리의 구리구리 컴백           | 구리          | ~ 2021년 2월 24일 완결          | 다음 웹툰                | 레진코믹스《구리의 구리구리》 |
| 2018년 5월 17일  | 블레이드2 : THE RETURE OF EVIL | 임리나        | ~ 2018년 7월 5일 총8화 완결     | 카카오웹툰               | |
| 2018년 5월 30일  | N번째 연애                     | 율로          | ~ 2019년 12월 4일 총66화 완결   | 다음 웹툰                | |
| 2018년 6월 4일   | 천애협로                       | 지와겸        | ~ 2021년 12월 18일 총196화 완결 | 카카오웹툰               | |
| 2018년 6월 17일  | 말괄량이 길들이기              | 비아이        | ~ 2019년 8월 4일 총43화 완결    | 카카오웹툰               | |
| 2018년 6월 26일  | 아티스트                       | 곽경수        | ~ 2020년 5월 5일 총20화 완결    | 다음 웹툰                | |
| 2018년 6월 27일  | 인랑 : 프리퀄                  | 윤태호        | ~ 2018년 7월 25일 5화 완결      | 카카오웹툰               | |
| 2018년 7월 3일   | 더블랙LABEL                    | 김태희        | ~ 2019년 12월 31일 총70화 완결  | 카카오웹툰               | |
| 2018년 7월 6일   | 너도 나랑                      | 석영          | ~ 2019년 9월 6일 총61화 완결    | 카카오웹툰               | |
| 2018년 7월 9일   | 취준생물                       | 김판교        | ~ 2020년 1월 13일 완결          | 다음 웹툰                | |
| 2018년 7월 12일  | 이병 일학년                    | 최호진        | ~ 2019년 6월 20일 총40화 완결   | 카카오웹툰               | |
| 2018년 7월 14일  | 달리는 여자                    | 지은광        | ~ 2020년 7월 18일 총96화 완결   | 다음 웹툰                | |
| 2018년 7월15일   | 달에 사는 사람들               | 다원          | ~ 2020년 3월 1일 완결           | 다음 웹툰                | |
| 2018년 7월 23일  | 아이리스-스마트폰을 든 레이디  | 윤혜          | 외전 연재 예정                  | 카카오웹툰/카카오페이지  | 본편(~ 2022년 3월 21일 총140화 완결) 원작: 유수완의 《아이리스-스마트폰을 든 레이디》                                                                                    |
| 2018년 7월 26일  | 단짠남녀                       | 이노우/근영   | ~ 2021년 7월 8일 총152화 완결   | 카카오웹툰               | |
| 2018년 8월 7일   | 미래의 너에게                  | 제경/정은     | ~ 2021년 1월 26일 총2159화 완결 | 카카오웹툰               | 시즌1(~ 2019년 5월 7일 38화) 시즌2(2020년 9월 8일 ~ 21화) |
| 2018년 8월 12일  | 레이디 비스트                  | 나무, 유수완  | ~ 2022년 3월 24일 총120화 완결  | 카카오웹툰               | |
| 2018년 8월 12일  | 환상숲                         | 고동동        | ~ 2019년 6월 16일 총45화 완결   | 다음 웹툰                | |
| 2018년 8월 16일  | 경이로운 소문                  | 장이          | ~ 2021년 6월 10일 완결          | 다음 웹툰                | 시즌1(~ 2019년 10월 24일) 시즌2(2020년 4월 2일 ~) |
| 2018년 8월 21일  | 겟 레디 위드 미                | 여은          | ~ 2020년 5월 26일 완결          | 다음 웹툰                | |
| 2018년 8월 26일  | 나는 달린다                    | 이은재        | ~ 2018년 10월 14일 총8화 완결   | 카카오웹툰               | |
| 2018년 8월 28일  | 헬로 마이 안드로이드           | 고선영        | ~ 2020년 7월 21일 총77화 완결   | 다음 웹툰                | 시즌1(~ 2019년 4월 23일) 시즌2(2019년 9월 24일 ~) |
| 2018년 8월 31일  | 황자, 네 무엇이 되고 싶으냐?   | 앤트스튜디오  | ~ 2019년 10월 3일 총93화 완결   | 카카오웹툰               | |
| 2018년 9월 11일  | 거울 죽이기                    | 환상거북      | ~ 2020년 6월 2일 총81화 완결    | 다음 웹툰                | |
| 2018년 9월 17일  | 굿바이 사돈!                   | 교교박        | ~ 2020년 5월 11일 총76화완결    | 다음 웹툰                | |
| 2018년 9월 21일  | 애휴                           | 조금산        | ~ 2018년 12월 7일 총11화 완결   | 카카오웹툰               | |
| 2018년 10월 3일  | 방랑시인 김삿갓                | 제피가루      | ~ 2018년 11월 21일 총8화 완결   | 카카오웹툰               | |
| 2018년 10월 19일 | 네 살 차이                     | 마하로/이범   | ~ 2020년 4월 3일 총64화 완결    | 다음 웹툰                | |
| 2018년 10월 20일 | 위대한 로맨스                  | 정영채/이예은 | ~ 2019년 5월 25일 총30화 완결   | 카카오웹툰               | |
| 2018년 10월 23일 | 학교대표                       | 동훈          | ~ 2021년 5월 11일 완결          | 다음 웹툰                | |
| 2018년 10월 25일 | 겨울과 봄사이                  | 하래          | ~ 2020년 8월 20일 총74화 완결   | 카카오웹툰               | |
| 2018년 10월 29일 | 동천 만물수리점                | 마니          | ~ 2020년 9월 22일 총110화 완결  | 다음 웹툰                | 원작: 동천만물수리점 |
| 2018년 10월 31일 | 청춘 로맨스                    | 미울/BV       | ~ 2018년 11월 23일 총18화 완결  | 다음 웹툰                | |
| 2018년 11월 3일  | 프롬, 스타                     | 라라시스터    | ~ 2020년 1월 25일 총60화 완결   | 다음 웹툰                | |
| 2018년 11월 6일  | 허세남길들이기                 | 현마담        | ~ 2019년 8월 20일 총41화 완결   | 카카오웹툰               | |
| 2018년 11월 15일 | 배고픈 자들의 도시             | 유칼립/휘     | ~ 2020년 8월 6일 총84화 완결    | 다음 웹툰/카카오페이지   | |
| 2018년 11월 16일 | 키몽의 호구로운 생활           | 키몽          | ~ 2022년 9월 16일 총219화 완결  | 카카오웹툰               | |
| 2018년 11월 26일 | 크리스마스에 기적이 생길 확률  | 햄친/박한나   | ~ 2020년 12월 24일 총98화 완결  | 카카오웹툰               | |
| 2018년 11월 30일 | 부탁해요, 미스 젬!             | 슈나          | ~ 2019년 4월 3일 총58화 완결    | 카카오웹툰               | |
| 2018년 12월 6일  | 차이니즈 봉봉클럽 광저우편     | 조경규        | ~ 2019년 2월 14일 9화 완결      | 다음 웹툰                | |
| 2018년 12월 14일 | 오늘도 꽐랄라라                | 아실          | ~ 2021년 1월 1일 총91화 완결    | 다음 웹툰                | |
| 2018년 12월 26일 | 호아전                         | 진영/거북이   | ~ 2019년 8월 7일 총32화 완결    | 카카오웹툰               | |
| 2018년           | 우정으로 결혼한 소꿉친구       | 김채운        | 완결                            | 다음 웹툰                | |
|                  | 환상을 팝니다                  |               | 완결                            |                          | |

### 2019년
| 연재시작         | 제목                                | 작가                   | 연재중/완결                       | 연재사이트                 | 비고 |
| ---------------- | ----------------------------------- | ---------------------- | --------------------------------- | -------------------------- | --- |
| 2019년 1월 28일  | 그라티아                            | 상민/기현              | ~ 현재 월요일 연재중              | 카카오 웹툰                | |
| 2019년 1월 31일  | 왜 이러세요, 공작님!                | 에디                   | ~ 현재 목요일 연재중              | 카카오페이지               | 원작 :반달반지(2017년 11월 16일 ~ 2018년 1월 25일 완결)                                                                            |
| 2019년 4월 30일  | 괴물 공작가의 계약 공녀             | 민작                   | ~ 현재 목요일 연재중              | 카카오 웹툰                | |
| 2019년 5월 14일  | 우리집이거든요!                     | 공룡                   | ~ 현재 화요일 연재중              | 카카오 웹툰                | |
| 2019년 6월 15일  | 순정 히포크라테스                   | 골드키위새             | ~ 현재 토요일 연재중              | 카카오 웹툰                | |
| 2019년 6월 24일  | 이대로 멈출 순 없다                 | 자룡, 골왕             | ~ 현재 월요일 연재중              | 카카오 웹툰                | 시즌1(~ 2020년 2월 17일) 시즌2(2020년 6월 15일 ~ 2021년 2월 1일) 시즌3(2021년 6월 28일 ~ 2022년 2월 14일) 시즌4(2022년 6월 20일 ~) |
| 2019년 7월 15일  | 조류공포증                          | 조눈/리도              | ~ 현재 월요일 연재중              | 카카오 웹툰                | 시즌1(~ 2021년 2월 22일) 시즌2(2021년 12월 6일 ~)                                                                                  |
| 2019년 8월 19일  | 교수님을 빚는 중                    | 서아                   | ~ 현재 월요일 연재중              | 카카오 웹툰                | |
| 2019년 10월 2일  | 샬롯에게는 다섯 명의 제자가 있다    | 용용                   | ~ 현재 토요일 연재중              | 카카오 웹툰                | |
| 2019년 12월 2일  | 아싸가 알아버렸다                   | 곰브                   | ~ 현재 토요일 연재중              | 카카오 웹툰                | |
| 2019년 12월 22일 | 인생막장                            | 방진호                 | ~ 현재 일요일 연재중              | 카카오 웹툰                | |
| 2019년 3월 12일  | 화양연화                            | 나잔                   | 시즌2 예정                        | 카카오 웹툰                | 시즌1(~ 2019년 10월 22일 총33화 완결)                                                                                              |
| 2019년 4월 8일   | 나홀로 주부                         | 은초                   | 시즌2 예정                        | 카카오 웹툰                | 시즌1(~ 2019년 10월 28일 총29화 완결)                                                                                              |
| 2019년 1월 9일   | 돈나무                              | 유들/라떼              | 예정                              | 다음웹툰                   | 시즌2(~ 2020년 8월 12일 총71화 완결)                                                                                               |
| 2019년 1월 1일   | 양판소 주인공의 아내로 살아남기     | 아빈                   | ~ 2021년 12월 4일 완결            | 카카오페이지               | 원작 :녹끼 |
| 2019년 1월 7일   | 마침내 푸른 불꽃이                  | 허수아/배로빈          | ~ 2021년 3월 2일 총100화 완결     | 카카오웹툰                 | |
| 2019년 1월 10일  | 승은이 망극하옵니다                 | 참치캔                 | ~ 2020년 4월 23일 총60화 완결     | 다음웹툰                   | |
| 2019년 1월 18일  | 어둠이 걷힌 자리엔                  | 젤리빈                 | ~ 2020년 10월 23일 완결           | 다음웹툰                   | |
| 2019년 1월 18일  | 이웃잔혹사                          | 신영                   | ~ 2019년 8월 2일 총27화 완결      | 카카오 웹툰                | |
| 2019년 1월 20일  | 미래의 시간                         | 비둘기                 | ~ 2019년 7월 29일 총56화 완결     | 카카오 웹툰                | |
| 2019년 1월 22일  | 샬롯의 편지                         | 꼬막                   | ~ 2020년 7월 15일 총80화 완결     | 카카오 웹툰                | |
| 2019년 1월 24일  | 그래도 되는가                       | 우다                   | ~ 2019년 7월 11일 총25화 완결     | 카카오웹툰                 | 시즌1(~ 2019년 4월 11일 12화) 시즌2(2019년 4월 18일 ~ 13화)                                                                        |
| 2019년 1월 23일  | 대나무숲에서 알립니다               | 이백/황짠느            | ~ 2020년 8월 26일 총71화 완결     | 다음웹툰                   | |
| 2019년 1월 31일  | 응급! 사랑에 대처하는 방법          | TOBI, 강규원           | ~ 2020년 3월 24일 총96화 완결     | 카카오웹툰                 | |
| 2019년 1월 31일  | 블러디 메리지                       | 김노을, 정세진         | ~ 2019년 11월 20일 총87화 완결    | 다음 웹툰                  | |
| 2019년 2월 1일   | 황제엔딩으로 가겠습니다             | 김수오/자라개          | ~ 2021년 7월 23일 총115화 완결    | 카카오 웹툰                | |
| 2019년 2월 2일   | 표류감옥                            | 조원표                 | ~ 2020년 11월 21일 완결           | 다음웹툰                   | 시즌1(~ 2019년 8월 31일) 시즌2(2019년 11월 2일 ~)                                                                                  |
| 2019년 2월 8일   | 도서관에는 마녀가 필요하다          | 이청                   | ~ 2020년 11월 15일 총124화 완결   | 카카오웹툰                 | |
| 2019년 2월 9일   | 햄스터와 그녀                       | jaw                    | ~ 2019년 8월 17일 완결            | 다음 웹툰                  | |
| 2019년 2월 25일  | 망자의 서                           | GAR2/오쌤              | ~ 2020년 7월 20일                 | 다음 웹툰                  | |
| 2019년 3월 1일   | 안녕, 엄마                          | 김인정                 | ~ 2019년 7월 5일 총17화 완결      | 다음 웹툰                  | |
| 2019년 3월 7일   | 머리 위로 부는 바람                 | 이이영                 | ~ 2020년 1월 30일 총46화 완결     | 카카오웹툰                 | |
| 2019년 3월 13일  | 밤의 새벽                           | 김언슴                 | ~ 2020년 1월 22일 총45화 완결     | 카카오 웹툰                | |
| 2019년 3월 14일  | 드라코런                            | 범귄                   | ~ 2022년 9월 1일 총160화 완결     | 카카오웹툰/카카오페이지    | |
| 2019년 4월 1일   | 다음웹툰 팬클럽 모집                | DAUM WEBTOON           | ~ 완결                            | 카카오웹툰                 | |
| 2019년 4월 5일   | ONE                                 | 이은재                 | ~ 2020년 6월 19일 총62화 완결     | 다음웹툰                   | |
| 2019년 4월 6일   | 악역의 구원자                       | 명량/잿슨              | ~ 2021년 5월 8일 총88화 완결      | 카카오웹툰/카카오페이지    | 원작: 연술아의 《악역의 구원자》                                                                                                   |
| 2019년 4월 7일   | 악연                                | 최희선                 | ~ 2020년 2월 2일 총37화 완결      | 카카오웹툰                 | |
| 2019년 4월 10일  | 카운터                              | 그리다즈/구나          | ~ 2019년 12월 11일 총38화 완결    | 다음 웹툰                  | |
| 2019년 4월 6일   | 악역의 구원자                       | 명랑/잿슨              | ~ 2021년 5월 8일 완결 총88화 완결 | 다음 웹툰                  | |
| 2019년 5월 12일  | 요괴백정                            | 좌서방                 | ~ 2021년 4월 18일 총77화 완결     | 다음 웹툰                  | |
| 2019년 5월 13일  | 치삼 탐정 사무소                    | 치삼                   | ~ 2019년 9월 23일 총18화 완결     | 카카오웹툰                 | |
| 2019년 5월 16일  | 블랙윈터                            | 정이나                 | ~ 2021년 12월 16일 완결           | 카카오웹툰                 | |
| 2019년 5월 25일  | 할매                                | 재후                   | ~ 2022년 6월 25일 완결            | 카카오웹툰                 | 시즌1(~ 2019년 12월 28일 31화) 시즌2(2020년 3월 14일 ~ 2021년 1월 2일 40화) 시즌3(2021년 6월 19일 ~)                               |
| 2019년 5월 29일  | 토이 콤플렉스                       | 이윤희                 | ~ 2020년 4월 29일 완결            | 다음웹툰                   | |
| 2019년 5월 31일  | 남은 고양이                         | 김경                   | ~ 2020년 1월 10일 총30화 완결     | 다음 웹툰                  | |
| 2019년 6월 1일   | 나와 그녀삼신과 호러맨스            | 탐기린                 | ~ 2020년 3월 28일 총23화 완결     | 카카오웹툰                 | |
| 2019년 6월 1일   | 나는 마도왕이다                     | miro                   | ~ 2021년 6월 5일 총143화 완결     | 카카오웹툰                 | |
| 2019년 6월 7일   | 나만 아는 사랑                      | 아임                   | ~ 2022년 4월 22일 총118화 완결    | 카카오 웹툰                | |
| 2019년 6월 12일  | 어게인 마이 라이프                  | 도경/선용민            | ~ 2021년 9월 22일 완결            | 카카오 웹툰 / 카카오페이지 | |
| 2019년 6월 14일  | 보통사이                            | 우현                   | ~ 2019년 11월 8일 총21화 완결     | 카카오웹툰                 | |
| 2019년 6월 16일  | 달의 아이, 항아                     | 로지야                 | ~ 2020년 7월 20일 총74화 완결     | 카카오 웹툰                | |
| 2019년 6월 25일  | 멸종인간                            | 디디(조덕제)           | ~ 2022년 4월 12일 총122화 완결    | 카카오 웹툰                | 시즌1(~ 2020년 1월 28일) 시즌2(2020년 7월 28일 ~ 2021년 2월 23일) 시즌3(2021년 8월 31일 ~)                                         |
| 2019년 6월 29일  | 밤에 사는 소녀                      | 문홍조                 | ~ 2020년 2월 8일 총31화 완결      | 다음 웹툰                  | |
| 2019년 7월 4일   | 저기요 손님                         | 강소소                 | ~ 2021년 11월 25일 총94화 완결    | 카카오 웹툰                | |
| 2019년 7월 20일  | 일진사냥                            | 서서                   | ~ 2020년 4월 25일 총 50화 완결    | 카카오 웹툰                | |
| 2019년 7월 21일  | 유색의 멜랑꼴리                     | 비나리                 | ~ 2021년 3월 7일 완결             | 다음 웹툰                  | |
| 2019년 7월 23일  | 사악한 신데렐라에겐 악당이 필요해   | 삐약, 공은화           | ~ 2020년 10월 28일 총60화 완결    | 카카오 웹툰                | |
| 2019년 7월 26일  | 조숙의 맛                           | 이우물                 | ~ 2020년 3월 6일 총30화 완결      | 카카오웹툰                 | |
| 2019년 7월 27일  | 하필 너야?!                         | 임자                   | ~ 2021년 1월 23일 총87화 완결     | 다음웹툰/카카오페이지      | |
| 2019년 7월 29일  | 빌린 몸                             | 박세계                 | ~ 2020년 5월 18일 총50화 완결     | 카카오 웹툰 / 카카오페이지 | |
| 2019년 8월 4일   | 당신도 보정해드릴까요?              | 은                     | ~ 2021년 5월 9일 완결             | 다음 웹툰                  | 서비스 종료 |
| 2019년 8월 7일   | 날것 :공작가의 하녀로 빙의했습니다  | 로하                   | 2022년 3월 1일 완결               | 카카오 웹툰 / 카카오페이지 | 원작 : 주아리의 《날것》 |
| 2019년 8월 14일  | 키스해주세요                        | 한지혜/산다하          | ~ 2021년 8월 11일 총90화 완결     | 카카오웹툰                 | |
| 2019년 8월 16일  | 너에게 투 혼!                       | 롱토피아               | ~ 2022년 1월 21일 총88화 완결     | 카카오 웹툰                | |
| 2019년 8월 22일  | 우리는 매일매일                     | 개다래                 | ~ 2020년 9월 17일 총74화 완결     | 다음 웹툰                  | |
| 2019년 8월 24일  | 내 일진이 이렇게 귀여울리가 없어    | 김수오/일              | ~ 2020년 6월 20일 총50화 완결     | 카카오 웹툰 / 카카오페이지 | |
| 2019년 8월 27일  | 황제는 여기 있어 기사는 퇴근할 거야 | 찬덕                   | ~ 2010년 3월 1일 총42화 완결      | 카카오웹툰                 | |
| 2019년 8월 29일  | 개같은 세상                         | 정종수                 | ~ 2020년 8월 20일 총51화 완결     | 카카오웹툰                 | |
| 2019년 9월 4일   | 꽃을 문 짐승                        | 주렁/야샌              | ~ 2021년 12월 29일 총120화 완결   | 카카오웹툰                 | |
| 2019년 9월 5일   | 특별직                              | 금기혁                 | ~ 2021년 2월 18일 총66화 완결     | 다음 웹툰                  | |
| 2019년 9월 7일   | 경성야상곡                          | 김라무                 | ~ 2021년 2월 13일 총68화 완결     | 다음 웹툰                  | |
| 2019년 9월 7일   | 메디컬 환생                         | 키다리스튜디오/유인    | ~ 2022년 1월 28일 총148화 완결    | 카카오페이지               | |
| 2019년 9월 8일   | 대마법사의 딸                       | 문설아                 | ~ 2020년 12월 15일 총289화 완결   | 다음 웹툰                  | |
| 2019년 9월 10일  | 신성한, 이혼                        | 강태경                 | ~ 2021년 8월 31일 총90화 완결     | 다음 웹툰                  | |
| 2019년 9월 15일  | 도장을 찍어주세요                   | 다래                   | ~ 2021년 4월 26일 총74화 완결     | 카카오 웹툰                | |
| 2019년 9월 19일  | 스틸레인3: 정상회담                 | 양우석/제피가루        | ~ 2020년 6월 21일 총46화 완결     | 다음웹툰/카카오페이지      | |
| 2019년 9월 23일  | 흑우                                | 유베테/늙슬            | ~ 2022년 4월 4일 총114화 완결     | 카카오 웹툰                | |
| 2019년 9월 24일  | 해오와 사라                         | 송송이                 | ~ 2021년 6월 29일                 | 다음 웹툰                  | |
| 2019년 9월 27일  | 인스타러브                          | 달나리                 | ~ 2021년 4월 16일 총80화 완결     | 카카오 웹툰                | |
| 2019년 10월 4일  | SAVAGE                              | 홍경표                 | ~ 2020년 4월 24일 총28화 완결     | 카카오웹툰                 | |
| 2019년 10월 18일 | 이뤄질 수 없는 마녀의 소망          | 해청                   | ~ 2022년 5월 20일 총132화 완결    | 카카오웹툰/카카오페이지    | |
| 2019년 10월 26일 | 방탕일기                            | 단지                   | ~ 2020년 12월 12일 완결           | 다음 웹툰                  | |
| 2019년 10월 28일 | 찬란한 액션 유치원                  | 탐이부/김동찬          | ~ 2020년 10월 10일 총100화 완결   | 다음 웹툰 / 카카오페이지   | |
| 2019년 10월 29일 | 익애 ~봉황애사~                     | 연서/김공작            | ~ 2022년 7월 25일 총157화 완결    | 카카오 웹툰                | |
| 2019년 10월 30일 | 4학년                               | 봉수                   | ~ 2020년 5월 27일 총30화 완결     | 카카오 웹툰                | |
| 2019년 11월 5일  | 마애                                | 제피가루               | ~ 2019년 12월 24일 완결           | 카카오웹툰/카카오페이지    | |
| 2019년 11월 5일  | 닥터 파인의 하루                    | 김용회                 |                                   | 다음 웹툰                  | |
| 2019년 11월 7일  | 악녀는 변화한다                     | 호조/꽃누르미/Xiluoyue | ~ 2021년 4월 8일 총91화 완결      | 카카오웹툰/카카오페이지    | 원작: 누노이즈의 《악녀는 변화한다》                                                                                               |
| 2019년 11월 16일 | 너를 기다리는 날                    | 복복                   | ~ 2021년 7월 25일 총69화 완결     | 카카오 웹툰                | 시즌1(~ 2020년 6월 20일) 시즌2(2020년 11월 7일 ~)                                                                                  |
| 2019년 11월 20일 | 젠틀한 야수                         | 구리                   | ~ 총 16화 완결                    | 다음 웹툰                  | |
| 2019년 12월 1일  | 이건 명백한 사기결혼이다            | 제이드/배즙            | ~ 2022년 4월 10일 총107화 완결    | 카카오웹툰                 | |
| 2019년 12월 4일  | 콜로세움                            | Meen/한큰빛            | ~ 2021년 6월 16일 총80화 완결     | 카카오웹툰                 | |
| 2019년 12월 10일 | 빅 라이프                           | 삼일                   | ~ 2022년 2월 7일 총121화 완결     | 카카오 웹툰                | |
| 2019년 12월 14일 | 이세계 전담반                       | 손희준, 땍꾸           | ~ 2022년 4월 30일 완결            | 카카오 웹툰 / 카카오페이지 | |
| 2019년 12월 18일 | 하나하나둘                          | 고은                   | ~ 2021년 10월 13일 완결           | 카카오 웹툰 / 카카오페이지 | |
| 2019년 12월 19일 | 이담                                | 창/정두                | ~ 2021년 4월 22일 총61화 완결     | 카카오 웹툰                | |
| 2019년 12월 21일 | 폭군황제의 첫사랑                   | 김수오, 치와           | ~ 2021년 8월 26일 총75화 완결     | 카카오 웹툰                | |
|                  | 어이상실의 시대                     |                        |                                   |                            | |
|                  | 메린; 인어이야기                    |                        |                                   |                            | |
|                  | 처음 뵙겠습니다                     |                        |                                   |                            | |
|                  | 고양이 신부                         |                        |                                   |                            | |
|                  | 두근 두근! 스테이지                 |                        |                                   |                            | |

### 2020년
| 연재시작         | 제목                                 | 작가                       | 연재중/완결                    | 연재사이트               | 비고                                                        |
| ---------------- | ------------------------------------ | -------------------------- | ------------------------------ | ------------------------ | ----------------------------------------------------------- |
| 2020년 2월 1일   | 그 오빠들을 조심해!                  | 민이영                     | ~ 현재 금요일 연재중           | 카카오페이지             |                                                             |
| 2020년 2월 10일  | 어름치                               | 박세가                     | ~ 현재 월요일 연재중           | 카카오 웹툰              |                                                             |
| 2020년 2월 25일  | 뱀파이어 신드롬                      | 이충호                     | ~ 현재 화요일 연재중           | 카카오 웹툰              |                                                             |
| 2020년 3월 8일   | 씨방것들                             | 오청                       | ~ 현재 일요일 연재중           | 카카오 웹툰              |                                                             |
| 2020년 3월 21일  | 흔한 환생녀의 사정                   | 풀모                       | ~ 현재 토요일 연재중           | 카카오 웹툰              |                                                             |
| 2020년 3월 24일  | 아싸클럽                             | 랑쓰                       | ~ 현재 화요일 연재중           | 카카오 웹툰              |                                                             |
| 2020년 7월 7일   | 사랑하는 존재                        | 향유 크리에이티브          | ~ 현재 화요일 연재중           | 카카오 웹툰              |                                                             |
| 2020년 8월 2일   | 퍼펙트 마인                          | 나리온                     | ~ 현재 연재중                  | 다음 웹툰                |                                                             |
| 2020년 8월 15일  | 절대무신                             | 전상/숙취                  | ~ 현재 목요일 연재중           | 카카오웹툰               |                                                             |
| 2019년 12월 31일 | 그녀의 앵무새                        | 금계수                     |                                | 다음 웹툰                | (프롤로그는 2019년)                                         |
| 2020년 1월 3일   | 그림자정원                           | 비둘기                     | ~ 2021년 1월 1일 총40화 완결   | 카카오 웹툰              | (프롤로그는 2019년 12월 27일)                               |
| 2020년 1월 9일   | 리버스 빌런                          | 한여름/HZ                  | ~ 2022년 7월 1일 총110화 완결  | 카카오 웹툰              |                                                             |
| 2020년 1월 11일  | 너에게 가는 거리 2091km              | 빵시헌                     | ~ 2022년 7월 9일 총84화 완결   | 카카오 웹툰              |                                                             |
| 2020년 1월 16일  | 늑대가 우는 약국                     | 김지숙/신록                | ~ 2021년 10월 29일 총77화 완결 | 카카오 웹툰              |                                                             |
| 2020년 1월 21일  | 화폐개혁                             | 윤필, 임정호               |                                | 다음 웹툰                |                                                             |
| 2020년 1월 22일  | 말하지 말까                          | 마루                       | ~ 2022년 1월 19일 총104화 완결 | 카카오 웹툰/카카오페이지 |                                                             |
| 2020년 1월 23일  | 신의 태궁                            | 해소금                     | ~ 2022년 4월 21일 총105화 완결 | 카카오웹툰               |                                                             |
| 2020년 1월 25일  | 풍운전신                             | 한여름/임재용              | ~ 2022년 4월 9일 총110화 완결  | 카카오웹툰               |                                                             |
| 2020년 1월 25일  | 차피                                 | 펭펭                       | ~ 2020년 6월 20일 총22화 완결  | 카카오웹툰               |                                                             |
| 2020년 1월 27일  | 식귀                                 | 깡, 부랑                   | ~ 2020년 8월 3일 완결          | 다음 웹툰                |                                                             |
| 2020년 2월 3일   | 악역이 베푸는 미덕                   | 쿠낙                       | ~ 2021년 12월 3일 총82화 완결  | 카카오웹툰               |                                                             |
| 2020년 2월 5일   | 유리의 성                            | 다우, 해원/언덕            | ~ 2022년 2월 27일 완결         | 카카오 웹툰/카카오페이지 |                                                             |
| 2020년 2월 10일  | 어름치                               | 박세가                     | ~ 2020년 11월 9일 총40화 완결  | 카카오 웹툰              |                                                             |
| 2020년 2월 12일  | 설공찬전                             | YSE                        | ~ 2021년 6월 16일 총56화 완결  | 카카오웹툰               |                                                             |
| 2020년 2월 22일  | 일진에게 찍혔을 때                   | 언정이/체댜                | ~ 2022년 5월 7일 총122화 완결  | 카카오 웹툰              |                                                             |
| 2020년 2월 27일  | 옆집남자                             | 임수영                     | ~ 2021년 2월 25일 총51화 완결  | 카카오웹툰               |                                                             |
| 2020년 3월 1일   | 쓰레기 머학생                        | 수레기                     | ~ 2022년 3월 28일 완결         | 카카오 웹툰              | 시즌1(~ 2021년 2월 12일) 시즌2(2021년 4월 12일 ~)           |
| 2020년 3월 1일   | 공부하는 고양이                      | Sepia                      | ~ 2020년 5월 24일 총12화 완결  | 카카오 웹툰              |                                                             |
| 2020년 3월 3일   | 리벤지 웨딩                          | 사룡                       | ~ 2021년 10월 23일 총84화 완결 | 카카오 웹툰              |                                                             |
| 2020년 3월 8일   | 지구의 주인은 고양이다               | HON                        | ~ 2021년 4월 22일 총207화 완결 | 카카오웹툰               |                                                             |
| 2020년 3월 9일   | 하나밖에 안 보여                     | 샌도                       | ~ 2021년 3월 15일 총54화 완결  | 카카오 웹툰              |                                                             |
| 2020년 3월 11일  | 용의주도 황비                        | 자주/산맡                  | ~ 2021년 2월 17일 총50화 완결  | 다음웹툰                 |                                                             |
| 2020년 3월 12일  | 냥냐라냥냥                           | 손달섭                     | ~ 2021년 2월 4일 총60화 완결   | 카카오 웹툰              |                                                             |
| 2020년 3월 13일  | 불러줘 내 이름만                     | 꿀삼                       | ~ 2021년 10월 1일 총64화 완결  | 카카오 웹툰              |                                                             |
| 2020년 3월 14일  | 오늘은 꼭 고백할 거야!               | CHYA                       | ~ 2021년 11월 27일 총76화 완결 | 카카오웹툰               |                                                             |
| 2020년 3월 18일  | 죽어도! 치우                         | 만백                       | ~ 2022년 8월 3일 총125화 완결  | 카카오 웹툰              |                                                             |
| 2020년 3월 19일  | 스타의 학교생활                      | 올챙구리                   | ~ 2021년 9월 9일 총70화 완결   | 카카오 웹툰              |                                                             |
| 2020년 3월 20일  | 여자친구 : 드라마<남자친구> 스핀오프 | 들깨/PAMBA                 | ~ 2020년 10월 17일 총50화 완결 | 카카오 웹툰              |                                                             |
| 2020년 3월 20일  | 어린(물고기 비늘)                    | 윤태호                     | ~ 2022년 3월 25일 총95화 완결  | 카카오웹툰/카카오페이지  |                                                             |
| 2020년 3월 25일  | 노력의 만                            | 행자                       | ~ 2021년 6월 30일 총67화 완결  | 카카오웹툰               |                                                             |
| 2020년 3월 26일  | 고교호구왕                           | 김구일/슥수                | ~ 2021년 3월 18일 총52화 완결  | 다음 웹툰/카카오페이지   |                                                             |
| 2020년 3월 30일  | 사귄 건 아닌데                       | 민홍                       | ~ 2022년 1월 3일 완결          | 카카오 웹툰              |                                                             |
| 2020년 4월 1일   | 생사결: 여래의 복수                  | 스튜디오M/A4스튜디오       | ~ 2022년 2월 24일 총100화 완결 | 카카오 웹툰              |                                                             |
| 2020년 4월 12일  | 세로토닌                             | 강희석                     | ~ 2020년 11월 1일 총30화 완결  | 다음 웹툰                |                                                             |
| 2020년 4월 13일  | 악한 기사                            | 글가애/김랄라              | ~ 2022년 7월 17일 총120화 완결 | 카카오 웹툰              |                                                             |
| 2020년 4월 18일  | 피치(PITCH)                          | 홍성수/지뚱/서강용         | ~ 2021년 4월 17일 총54화 완결  | 카카오웹툰               |                                                             |
| 2020년 4월 19일  | 남궁세가 소공자                      | 기성욱, 남사랑/Rose Studio | ~ 2021년 8월 22일 총71화 완결  | 카카오 웹툰              |                                                             |
| 2020년 4월 22일  | 아버지의 복수는 끝이 없어라          | 강태진                     | ~ 2021년 8월 4일 총66화 완결   | 카카오 웹툰              |                                                             |
| 2020년 4월 26일  | 음란마귀지만 괜찮아!                 | 모가비                     | ~ 2021년 5월 23일 총51화 완결  | 다음웹툰                 |                                                             |
| 2020년 4월 27일  | 현세이의 보이는 라디오               | 이제환/부족                | ~ 2021년 9월 6일 총60화 완결   | 카카오 웹툰              |                                                             |
| 2020년 4월 29일  | 나를 기억하나요                      | 히가시무라 아키코          | ~ 2022년 7월 17일 총138화 완결 | 카카오웹툰               |                                                             |
| 2020년 5월 6일   | 이별을 희망합니다                    | 이오                       | ~ 2022년 1월 4일 총101화 완결  | 카카오웹툰               |                                                             |
| 2020년 5월 10일  | 형제가 사랑한 마녀                   | 복숭아                     | ~ 2021년 4월 18일 총47화 완결  | 다음웹툰                 |                                                             |
| 2020년 5월 13일  | CELL                                 | 강형규                     | ~ 2021년 9월 8일 총70화 완결   | 카카오 웹툰              |                                                             |
| 2020년 5월 25일  | 봄날의 팔광                          | 우표                       | ~ 2022년 1월 31일 총77화 완결  | 카카오 웹툰              |                                                             |
| 2020년 5월 27일  | 승리호                               | 홍작가                     | ~ 2021년 6월 28일 총40화 완결  | 다음웹툰/카카오페이지    | 원작: 영화《승리호》                                        |
| 2020년 5월 28일  | 중고거래                             | 주명                       | ~ 2021년 8월 12일 총50화 완결  | 카카오 웹툰              |                                                             |
| 2020년 6월 1일   | 연화전                               | 다미/꿀봉이/정재한         | ~ 2021년 12월 6일 총81화 완결  | 카카오 웹툰              |                                                             |
| 2020년 6월 3일   | 조국이 당신을 원한다                 | 숭어/수박                  | ~ 2022년 1월 19일 총156화 완결 | 카카오 웹툰/카카오페이지 | 시즌1(~ 2021년 2월 24일 80화) 시즌2(2021년 4월 14일 ~ 76화) |
| 2020년 6월 7일   | 내 친구는 선녀보살                   | 챰                         | ~ 2021년 9월 12일 총64화 완결  | 카카오 웹툰              |                                                             |
| 2020년 6월 11일  | 논현동 장사꾼                        | 김영현, 아론, 구김         | ~ 2021년 9월 23일 총68화 완결  | 카카오 웹툰              |                                                             |
| 2020년 6월 14일  | 미래의 사진                          | 낑깡                       | ~ 2022년 8월 14일 총59화 완결  | 카카오 웹툰              |                                                             |
| 2020년 6월 21일  | 그 결혼 제가 할게요                  | 갈치구이                   | ~ 2022년 3월 27일 총95화 완결  | 카카오 웹툰              | 원작 : 카루목                                               |
| 2020년 6월 27일  | 적국 황제의 노예가 되었습니다        | 일타홍/서지하              | ~ 2022년 5월 30일 총118화 완결 | 카카오웹툰               |                                                             |
| 2020년 6월 30일  | 폭군에게는 악녀가 어울린다           | 나전/자개/유이란           | ~ 2022년 4월 23일 총104화 완결 | 카카오 웹툰              |                                                             |
| 2020년 6월 30일  | 아파도 하고 싶은                     | 김인정/채랑비              | ~ 2021년 10월 30일 총73화 완결 | 카카오 웹툰              |                                                             |
| 2020년 7월 1일   | 요리사가 축복을 숨김                 | 나늄                       | ~ 2022년 6월 4일 총100화 완결  | 카카오 웹툰              |                                                             |
| 2020년 7월 2일   | 록산                                 | 백작                       | ~ 2022년 3월 17일 총65화 완결  | 카카오 웹툰              |                                                             |
| 2020년 7월 3일   | 나비는 세 번 변태한다                | 라다/컨트리리              | ~ 2021년 5월 7 총45화 완결     | 다음 웹툰                |                                                             |
| 2020년 7월 6일   | 서천화원                             | 마하로/곡                  | ~ 2022년 7월 4일 총71화 완결   | 카카오 웹툰              |                                                             |
| 2020년 7월 7일   | 용사의 전 여친입니다                 | 지현/SETE                  | ~ 2022년 3월 7일 총91화 완결   | 카카오 웹툰              |                                                             |
| 2020년 7월 15일  | 진승같은 스캔들                      | 박플럼                     | ~ 2021년 8월 2일 총76화 완결   | 카카오 웹툰              |                                                             |
| 2020년 7월 18일  | 그 아가씨의 집사님                   | 첨지                       | ~ 2022년 5월 23일 총95화 완결  | 카카오 웹툰              |                                                             |
| 2020년 7월 18일  | 그림자 황비                          | 팀 풍경                    | ~ 2021년 6월 18일 총60화 완결  | 카카오웹툰/카카오페이지  | 원작 :하율의 《그림자 황비》                                |
| 2020년 7월 30일  | 마이셀프                             | 기행                       | ~ 2021년 3월 25일 총34화 완결  | 카카오 웹툰              |                                                             |
| 2020년 8월 2잉   | 마성의 신입사원                      | 주연                       | ~ 2022년 7월 2일 총80화 완결   | 카카오 웹툰              |                                                             |
| 2020년 8월 25일  | 프로젝트 S                           | 통조림                     | ~ 2022년 5월 26일 총95화 완결  | 카카오웹툰               |                                                             |
| 2020년 8월 18일  | 악마의 편집                          | 건초                       | ~ 2022년 4월 26일 총57화 완결  | 카카오 웹툰              |                                                             |
| 2020년 8월 25일  | 화목한 가족                          | 서늬                       | ~ 2021년 2월 23일 총27화 완결  | 카카오 웹툰              |                                                             |
| 2020년 9월 5일   | 유치원신드롬                         | jaw                        | ~ 2021년 2월 27일 완결         | 다음웹툰                 |                                                             |
| 2020년 8월 26일  | 폭군 남편이 달라졌어요               | 장비                       | ~ 2022년 3월 23일 총85화 완결  |                          |                                                             |
| 2020년 8월 28일  | 사막의 신부                          | 차경희, 녹이빈             | ~ 2021년 3월 25일 총50화 완결  | 카카오 웹툰              |                                                             |
| 2020년 10월 7일  | 악녀의 탄생                          | TB                         | ~ 2022년 2월 23일 총60화 완결  | 카카오웹툰               |                                                             |
| 2020년 9월 7일   | 대군으로 살어리랏다                  | 도파민/김태형              | ~ 2022년 6월 6일 완결          | 카카오페이지             |                                                             |
| 2020년 9월 30일  | 두번째 썸                            | 비아이                     | ~ 2022년 2월 16일 총51화 완결  | 카카오 웹툰              |                                                             |
| 2020년 10월 1일  | 함께 춤을                            | 도연                       | ~ 2022년 6월 16일 총81화 완결  | 카카오 웹툰              |                                                             |
| 2020년 10월 1일  | 시월드 게임 -please save my husband- | 송백                       | ~ 2022년 4월 20일 총84화 완결  | 카카오 웹툰              |                                                             |
| 2020년 10월 2일  | 지금은 연애를 쉽니다                 | 유현숙                     | ~ 2022년 2월 18일 총73화 완결  | 카카오 웹툰              |                                                             |
| 2020년 10월 4일  | 군림단주                             | 박충식                     | ~ 2021년 7월 18일 총52화 완결  | 카카오 웹툰              |                                                             |
| 2020년 10월 12일 | 트러블                               | 네스티캣/여름비            | ~ 2021년 4월 29일 총50화 완결  | 카카오 웹툰              |                                                             |
| 2020년 10월 12일 | 절대갑 길들이기                      | 전혜진/선정                | ~ 2022년 6월 16일 총100화 완결 | 카카오 웹툰              |                                                             |
| 2020년 10월 13일 | 넘 많은 고양!                        | 빨루                       | ~ 2021년 5월 16일 총80화 완결  | 카카오 웹툰              |                                                             |
| 2020년 10월 23일 | 아가씨 뜻대로                        | 블랑피카                   | ~ 2021년 11월 26일 총81화 완결 | 카카오 웹툰              |                                                             |
| 2020년 11월 1일  | 랜딩                                 | 설구                       | ~ 2021년 10월 15 총72화 완결   | 카카오 웹툰              |                                                             |
| 2020년 11월 25일 | 미드나잇 블루                        | 보보군                     | ~ 2022년 3월 30일 총66화 완결  | 카카오 웹툰              |                                                             |
| 2020년 12월 14일 | 환율이 바뀌었나요?                   | YB/쥐곰이                  | ~ 2022년 8월 8일 총83화 완결   | 카카오웹툰               |                                                             |
| 2020년 12월 14일 | 웨딩드레스를 벗기는 방법             | 해피북스투유/아초          | ~ 2021년 11월 30일 총63화 완결 | 카카오웹툰               |                                                             |
| 2020년 12월 18일 | 전생에 나라를 구한 자                | 현마담                     | ~ 2021년 12월 3일 총49화 완결  | 카카오웹툰               |                                                             |
| 2020년 12월 19일 | 너의 의미                            | 예영/이소록/틸다김         | ~ 2022년 8월 5일 총81화 완결   | 카카오 웹툰              |                                                             |
| 2020년 12월 25일 | 미르의 전설 :금갑도룡                | 블랙솔트/그린비            | ~ 2021년 7월 30일 총50화 완결  | 카카오 웹툰              |                                                             |
| 2020년 12월 25일 | 체벌교사                             | 시노키오/홍솔민            | 2021년 11월 26일 총50화 완결   | 카카오 웹툰              |                                                             |
| 2020년 12월 26일 | 구슬의 주인                          | 갸가                       | ~ 2022년 5월 28일 총60화 완결  | 카카오 웹툰              |                                                             |
| 2020년 12월 30일 | 사랑하는 가족에게                    | 수하                       | ~ 2021년 7월 28일 총30화 완결  | 카카오 웹툰              |                                                             |
|                  | 물고기의 밤                          |                            |                                |                          |                                                             |

## 목록(2021년 ~ 현재)

### 2021년
| 연재시작         | 제목                               | 작가                 | 연재중/완결                    | 연재사이트                | 비고                                                                    |
| ---------------- | ---------------------------------- | -------------------- | ------------------------------ | ------------------------- | ----------------------------------------------------------------------- |
| 2021년 5월 30일  | 남의 사랑 이야기                   | 사란                 | ~ 현재 일요일 연재중           | 카카오 웹툰               |                                                                         |
| 2021년 1월 1일   | 미필적 고의에 의한 관계            | 민주/수빈            | ~ 2022년 2월 24일 총80화 완결  | 카카오 웹툰               |                                                                         |
| 2021년 1월 10일  | 악녀 메이커                        | 전구                 | ~ 2022년 3월 25일 총72화 완결  | 카카오 웹툰               |                                                                         |
| 2021년 1월 13일  | 프로레슬링의 신                    | COBY/홍상기          | ~ 2022년 7월 13일 총88화 완결  | 카카오웹툰/카카오페이지   | 원작 소설: (2020년 3월 26일 ~ 2021년 10월 1일 총514화 완결)카카오페이지 |
| 2021년 1월 21일  | C.O.P                              | 류훈/지창근          | ~ 2021년 8월 19일 총44화 완결  | 카카오 웹툰               |                                                                         |
| 2021년 1월 31일  | 봄의 에스프레소                    | 권도희, 돌체나비     | ~ 2022년 2월 22일 총62화 완결  | 카카오 웹툰               |                                                                         |
| 2021년 1월 31일  | 묵향 디 오리진                     | REDZIN/Silva         | ~ 2021년 8월 13일 총47화 완결  | 카카오웹툰                | 원작: 전동의 《묵향》 카카오페이지                                      |
| 2021년 2월 11일  | 쑥                                 | 문홍조               | ~ 2022년 8월 18일 총79화 완결  | 카카오 웹툰               |                                                                         |
| 2021년 2월 13일  | 정의는 죽지 않는다                 | 크레용/경우          | ~ 2021년 10월 2일 총32화 완결  | 카카오 웹툰               |                                                                         |
| 2021년 2월 14일  | 일상생활 가능하세요?               | 시녹/팀오리온        | ~ 2022년 5월 18일 총110화 완결 | 카카오 웹툰               |                                                                         |
| 2021년 2월 20일  | 황제의 연인                        | 파사/언꽃/김채하     | ~ 2021년 12월 26일 총70화 완결 | 카카오 웹툰               |                                                                         |
| 2021년 2월 26일  | 날씨의 요정                        | 이이영               | ~ 2022년 6월 24일 총53화 완결  | 카카오 웹툰               |                                                                         |
| 2021년 3월 1일   | 남장 비서                          | 버선버섯             | ~ 2022년 8월 19일 총80화 완결  | 카카오 웹툰               |                                                                         |
| 2021년 3월 5일   | 나를 찌르는 가시                   | VEX/서치/Piggyback   | ~ 2021년 12월 10일 총60화 완결 | 카카오웹툰                |                                                                         |
| 2021년 3월 15일  | 니니툰즈                           | 니니즈               | ~ 2021년 8월 30일 총100화 완결 | 카카오웹툰                |                                                                         |
| 2021년 3월 15일  | 연습생 고영신                      | 정현수               | ~ 2022년 7월 3일 총68화 완결   | 카카오 웹툰               |                                                                         |
| 2021년 3월 18일  | 자보트를 새 언니라고 부르지 마세요 | 라돌/아마            | ~ 2022년 2월 3일 총60화 완결   | 카카오 웹툰               |                                                                         |
| 2021년 3월 18일  | 지금 죽이러 갑니다                 | 진연/이산            | ~ 2021년 9월 15일 총48화 완결  | 카카오 웹툰               |                                                                         |
| 2021년 4월 1일   | 침묵의 정원                        | 염라/얌              | ~ 2022년 5월 19일 총60화 완결  | 카카오 웹툰               |                                                                         |
| 2021년 4월 14일  | 대리애인                           | 강장                 | ~ 2021년 12월 29일 총60화 완결 | 카카오 웹툰               |                                                                         |
| 2021년 4월 16일  | 신락도                             | 다원                 | ~ 2022년 4월 22일 총53화 완결  | 카카오 웹툰               |                                                                         |
| 2021년 4월 28일  | 소쩍이 운다                        | 박흥용               | ~ 2022년 1월 19일 총40화 완결  | 카카오 웹툰               |                                                                         |
| 2021년 5월 12일  | 길들이는 공녀님                    | 미야시마             | ~ 2022년 7월 2일 총80화 완결   | 카카오 웹툰               |                                                                         |
| 2021년 5월 14일  | 플러스 마이너스 제로               | 마영신/하민석/이현중 | ~ 2022년 4월 22일 총49화 완결  | 카카오 웹툰               |                                                                         |
| 2021년 5월 14일  | 패스파인더                         | 윤지선/홍핏          | ~ 2022년 4월 9일 총60화 완결   | 카카오 웹툰/ 카카오페이지 | 원작: 여왕의 《패스파인더》                                             |
| 2021년 5월 26일  | 나의 미친 페미니스트 여자친구      | 오은지               | ~ 2022년 2월 9일 총51화 완결   | 카카오 웹툰               |                                                                         |
| 2021년 6월 3일   | 그녀가 악녀로 사는 이유            | 법생                 | ~ 2022년 8월 11일 총80화 완결  | 카카오 웹툰               |                                                                         |
| 2021년 6월 14일  | 사랑하면 디져~트                   | 참치캔               | ~ 2022년 2월 27일 총34화 완결  | 카카오 웹툰               |                                                                         |
| 2021년 6월 16일  | 슈퍼매치 1탄 : LoL BJ 멸망전       | 빛돌/뽈쟁이/제카y    | 2021년 9월 24일 총30화 완결    | 카카오 웹툰               |                                                                         |
| 2021년 6월 28일  | 기숙사(死)                         | 이제환/나는나야      | ~ 2022년 1월 10일 완결         | 카카오 웹툰               |                                                                         |
| 2021년 7월 2일   | 불합격인간                         | Sepia                | ~ 2021년 12월 31일 총25화 완결 | 카카오웹툰                |                                                                         |
| 2021년 7월 6일   | 해피하우스                         | 장삥준               | ~ 2022년 6월 7일 총50화 완결   | 카카오 웹툰               |                                                                         |
| 2021년 7월 27일  | 이 소원은 취소                     | 머핀/파이            | ~ 2022년 8월 2일 총70화 완결   | 카카오페이지              |                                                                         |
| 2021년 7월 29일  | 그 악녀에게는 폭군이 필요하다      | 일타홍/팔가락        | ~ 2022년 7월 14일 총70화 완결  | 카카오 웹툰               |                                                                         |
| 2021년 8월 8일   | 우범소년                           | 병장                 | ~ 2022년 6월 12일 총43화 완결  | 카카오 웹툰               |                                                                         |
| 2021년 8월 14일  | 결혼하고 합시다                    | 해린/고라/보파민     | ~ 2022년 7월 9일 총49화 완결   | 카카오웹툰                |                                                                         |
| 2021년 8월 26일  | 울화통고등학교                     | 박세가               | ~ 2022년 3월 24일 총31화 완결  | 카카오 웹툰               |                                                                         |
| 2021년 9월 11일  | 리매치                             | 이노안               | ~ 2022년 6월 25일 총80화 완결  | 카카오 웹툰               |                                                                         |
| 2021년 9월 25일  | 복무신조 : 우리의 결의             | 우윱                 | ~ 2022년 4월 23일 총30화 완결  | 카카오 웹툰               |                                                                         |
| 2021년 10월 6일  | 뽈쟁이 LOL 리그                    | 뽈쟁이               | ~ 2022년 4월 6일 총27화 완결   | 카카오 웹툰               |                                                                         |
| 2021년 10월 11일 | 바스락                             | 이상훈/이현세        | ~ 2022년 3월 14일 총23화 완결  | 카카오 웹툰               |                                                                         |
| 2021년 10월 30일 | 까락                               | 서강용               | ~ 2022년 6월 4일 총66화 완결   | 카카오 웹툰               |                                                                         |
| 2021년 11월 4일  | 괴물아기                           | Axis                 | 2022년 5월 23일 총61화 완결    | 카카오웹툰                |                                                                         |
| 2021년 11월 5일  | 엄마들                             | 마영신               | ~ 2022년 3월 11일 총20화 완결  | 카카오 웹툰               |                                                                         |
| 2021년 11월 18일 | 모텔 오아시스                      | 최희선               | ~ 2022년 8월 11일 총38화 완결  | 카카오 웹툰               |                                                                         |
| 2021년 11월 20일 | 라이언 집사일기                    | 카카오               | ~ 2021년 11월 20일 총14화 완결 | 카카오 웹툰               |                                                                         |
| 2021년 11월 20일 | 춘식이는 집순이                    | 카카오               | 총22화 완결                    | 카카오 웹툰               |                                                                         |
| 2021년 11월 26일 | 춘식이는 프렌즈                    | 카카오/스튜디오 밀   | ~ 총29화 완결                  | 카카오 웹툰               |                                                                         |
| 2021년 12월 6일  | 일생에 변태를 세 번 만날 확률      | 오리발               | ~ 2022년 2월 21일 총14화 완결  | 카카오 웹툰               |                                                                         |
| 2021년 12월 7일  | 카페 보문                          | 심우도               | ~ 2022년 6월 12일 총57화 완결  | 카카오 웹툰               |                                                                         |
| 2021년 12월 21일 | 캐러멜의 만화 콘테 즉법사          | 캐러멜               | ~ 7화 완결                     | 카카오 웹툰               |                                                                         |
| 2021년 12월 22일 | 심봉사전                           | 서강용               | ~ 2022년 7월 8일 총61화 완결   | 카카오 웹툰               |                                                                         |

### 2022년
| 연재시작        | 제목              | 작가             | 연재중/완결                   | 연재사이트  | 비고 |
| --------------- | ----------------- | ---------------- | ----------------------------- | ----------- | ---- |
| 2022년 4월 12일 | 불멸의 투귀       | 옥한돌           | ~ 현재 화요일 연재중          | 카카오 웹툰 |      |
| 2022년 1월 27일 | 경계인            | 쬬민/누텔라/렌카 | ~ 2022년 8월 18일 총48화 완결 | 카카오 웹툰 |      |
| 2022년 2월 18일 | 도박중독자의 가족 | 이하진           | ~ 2022년 7월 8일 총20화 완결  | 카카오 웹툰 |      |
| 2022년 3월 10일 | 영원의 주인       | 볕               | ~ 2022년 6월 27일 총86화 완결 | 카카오 웹툰 |      |
| 2022년 3월 13일 | 청년혁명전        | 권구민           | ~ 2022년 5월 15일 총10화 완결 | 카카오 웹툰 |      |
| 2022년 3월 27일 | 고인물은 아가야   | 티시페           | ~ 2022년 6월 5일 총11화 완결  | 카카오 웹툰 |      |
| 2022년 4월 1일  | 양아치의 스피치   | 네온비/김인정    | ~ 2022년 8월 19일 총20화 완결 | 카카오 웹툰 |      |